# Santa Casa de Misericórdia de Porto Alegre
A Santa Casa de Misericórdia de Porto Alegre é uma instituição privada de caráter filantrópico e sem fins lucrativos, que mantém um conjunto de nove hospitais de várias especialidades, uma das mais antigas igrejas da cidade, um cemitério histórico com rico acervo de arte fúnebre e um centro cultural, estando localizada no Centro Histórico da cidade brasileira de Porto Alegre. É a mais antiga instituição hospitalar do estado e tem uma trajetória que se confunde com a história da capital gaúcha, tendo prestado serviços de grande relevo à comunidade. 
Fundada em 1803 como Hospital de Caridade, em 1822 recebeu aprovação régia para funcionar como uma Santa Casa de Misericórdia, estatuto que havia sido almejado desde sua idealização no fim do século XVIII pelo irmão franciscano Joaquim Francisco do Livramento. Vinculada ao Estado e à Igreja Católica e deles dependente em vários aspectos jurídicos, financeiros e normativos fundamentais, foi a principal instituição de assistência social e de saúde do Rio Grande do Sul ao longo do todo o século XIX, cuidando material e espiritualmente não apenas de doentes, mas também de órfãos, escravos, viúvas, pobres e outros necessitados. No século XIX desempenhou ainda um importante papel em outras esferas. Sua Irmandade mantenedora tinha enorme prestígio e atraía para seus quadros a elite política, econômica, militar e social, sendo um centro de poder, de formação de alianças entre diferentes agentes, e de consagração de modelos de comportamento, filantropia e civilidade, além de organizar uma das principais festas do calendário religioso.  
Em 1916 tornou-se uma instituição de direito civil e a influência direta da Igreja foi ultrapassada, direcionando suas atividades exclusivamente para a área da saúde. Foi uma força ativa para a passagem da medicina empírica praticada no século XIX para a medicina científica que se impôs no estado a partir do início do século XX. Participou da fundação e funcionamento da primeira Faculdade de Medicina do estado, hoje incorporada à Universidade Federal do Rio Grande do Sul, e depois em seu seio foi fundada a Faculdade Católica de Medicina, hoje a Universidade Federal de Ciências da Saúde de Porto Alegre, sendo desde o início do século XX uma instituição hospitalar de ensino superior. 
Entre as décadas de 1960 e 1980 entrou em profunda crise, com uma administração ineficiente, acumulando uma grande dívida, tendo seus serviços e instalações duramente prejudicados e caindo em descrédito. Estando a ponto de ser fechada, em 1982 assumiu a provedoria o cardeal arcebispo Dom Vicente Scherer, que ao longo de dez anos, com a ajuda de muitos parceiros, dos funcionários e da comunidade, dirigiu um trabalho monumental para sua reorganização e recuperação dos seus serviços e seu prestígio. Neste período a importância da Santa Casa como um patrimônio comunitário também foi reconhecida, sendo organizado um programa de resgate, conservação e valorização do seu vasto acervo arquivístico, bibliográfico, histórico e artístico, levando à criação em 1987 do Centro Histórico-Cultural Santa Casa, que desenvolve importante trabalho de pesquisa e mantém uma série de atividades culturais e patrimoniais para o público. Seu acervo é uma fonte riquíssima para a historiografia, e os prédios antigos da Santa Casa são patrimônio histórico municipal. Seus hospitais voltaram a ser instituições de referência em diagnóstico e tratamento em várias especialidades clínicas e cirúrgicas, entre elas pediatria, oncologia, neurologia, cardiologia, pneumologia, ginecologia e obstetrícia, bem como em transplantes e outros procedimentos de alta complexidade. Em 2024 a Santa Casa possuía nove unidades hospitalares e mais de 1,2 mil leitos, dos quais 192 eram de UTI. Contava com mais de 9 mil colaboradores, 533 médicos residentes e 3.265 médicos ativos, tendo realizado mais de 7,8 milhões de atendimentos de variada natureza, entre consultas, internações, cirurgias, partos, emergências, exames, diagnósticos, tratamentos e outros. Mais de 60% dos atendimentos foram realizados pelo Sistema Único de Saúde (SUS).

## História

### Antecedentes: as Misericórdias

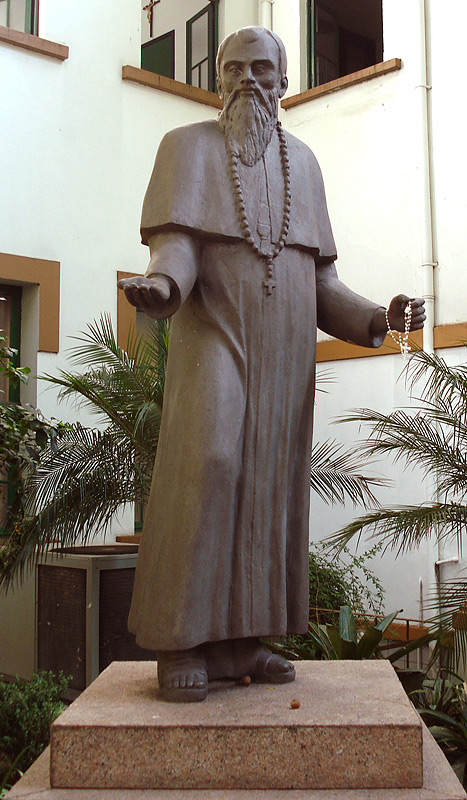
Estátua do Irmão Joaquim do Livramento, nos jardins internos da Santa Casa.

Até início do século XIX Porto Alegre não dispunha de nenhum hospital, e os doentes eram atendidos em seus domicílios ou em enfermarias precárias, administradas por José Antônio da Silva, alcunhado Nabos a Doze, e depois pela sua vizinha a negra Ângela Reiuna. Chegando à província em 1788 o Irmão Joaquim Francisco do Livramento, um franciscano dedicado à caridade que estava recolhendo fundos para a construção da Santa Casa de Misericórdia do Desterro, na Ilha de Santa Catarina, tomou conhecimento da necessidade de um bom hospital na cidade e associou-se a José da Silva Flores e Luís Antônio da Silva a fim de criarem um em Porto Alegre. Irmão Joaquim desde logo concebeu-o para ser uma Santa Casa de Misericórdia, à semelhança daquela que estava promovendo em Santa Catarina. A fundação não ocorreu imediatamente. Flores e Silva abriram uma enfermaria por volta de 1795 na Praia do Arsenal, mas era um estabelecimento pequeno e a carência de um hospital adequado continuava. Autores do século XIX dizem que o Irmão Joaquim acompanharia as obras em Porto Alegre depois da fundação, mas segundo Elmar Bones, não há registro seguro de sua passagem pela cidade depois de 1788.
Desde a fundação da Santa Casa de Lisboa em 15 de maio de 1498, a primeira de todas, sob os auspícios da Coroa portuguesa, as Misericórdias se organizaram amparadas em irmandades criadas especificamente para gerí-las, ao mesmo tempo filantrópicas e de mútuo socorro. Eram irmandades de leigos que deviam reportar-se ao Estado, mas havia um lado religioso importante em sua atividade, que devia ser submetido à aprovação da Igreja. Eram inspiradas nos princípios da caridade cristã, como descrita pelo evangelista nas 14 Obras de Misericórdia, sete espirituais e sete corporais — Espirituais: 1ª – Ensinar os simples; 2ª – Dar bom conselho a quem o pede; 3ª – Castigar com caridade os que erram; Consolar os tristes desconsolados; 5ª – Perdoar a quem nos errou; 6ª – Sofrer as injúrias com paciência; 7ª – Rogar a Deus pelos vivos e pelos mortos. Corporais: 1ª – Remir os cativos e visitar os presos; 2ª – Curar os enfermos; 3ª – Cobrir os nus; 4ª – Dar de comer aos famintos; 5ª – Dar de beber a quem tem sede; 6ª – Dar pousada aos peregrinos e pobres; 7ª – Enterrar os mortos.

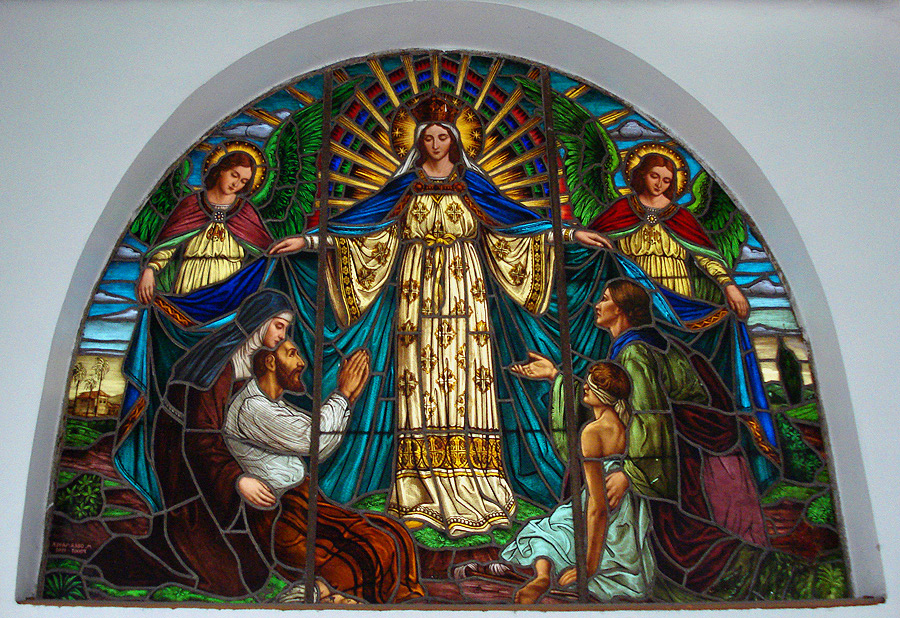
Nossa Senhora da Misericórdia em vitral da Casa Genta nos prédios históricos da Santa Casa

Enquanto prometiam ajudar os desvalidos, os irmãos firmavam o pacto de se ajudarem mutuamente em caso de necessidades, e a filiação à Irmandade garantia amparo em caso de doença ou empobrecimento. As Misericórdias dedicavam-se não apenas à prestação de cuidados de saúde, mas a uma ampla gama de ações, incluindo assistência material e espiritual aos presos, moribundos, órfãos, inválidos, anciãos, pobres, viúvas e outros desamparados. Ocuparam um espaço antes atendido por uma rede desconectada de estabelecimentos e programas de assistência, privados e oficiais. Sendo as instituições assistencialistas favoritas dos monarcas, adquiriram enorme prestígio e atraíram uma multidão de doadores que queriam se aproximar do poder, e seu funcionamento sempre dependeu fundamentalmente de doações. Além de seu papel assistencialista e religioso, desempenharam um papel político destacado: assumindo parte crucial das funções protetoras e provedoras que julgava-se caber ao Estado, tornaram-se o principal instrumento de ação social da Coroa e um grande reforço na sua legitimação política, através dos relevantes subsídios, privilégios e isenções que as Misericórdias receberam e dos laços de mútuo favorecimento criados com as elites locais. O apoio da Igreja era um fator de grande significado simbólico para a legitimação do trabalho assistencial do Estado e dos benfeitores privados. A ação combinada desses agentes, para além do trabalho de alívio das necessidades dos doentes e desamparados, funcionava ainda como forma de apaziguamento das tensões sociais, de manutenção do status quo e de controle sobre as classes baixas.
Suas diretorias invariavelmente eram compostas pelos "homens bons", os cidadãos mais ilustres, que disputavam uma colocação eminente na prestigiosa instituição. Um lugar na Mesa Administrativa equivalia em prestígio a uma cadeira na Câmara Municipal. O cargo de provedor era ainda mais cobiçado, pois, conforme Claudia Tomaschewski, "controlar uma instituição de caridade proporcionava muito poder a quem estava no comando. Estas pessoas também lutavam para que a sua instituição de caridade tivesse maior visibilidade, recebesse mais recursos do governo e mantivesse certo monopólio sobre determinadas práticas".
Na Irmandade da Santa Casa de Porto Alegre, repetindo o padrão, foi reunida a elite local, e para Luiza Kliemann, "não foram poucos os presidentes da Província (governadores) que ocuparam ao mesmo tempo o cargo de provedor da Santa Casa. Alguns auxiliavam a instituição a obter recursos através do seu prestígio, de donativos, de isenções de impostos, outros usaram o cargo apenas em benefício de sua projeção social e política". Nas palavras de Tomaschewski, 

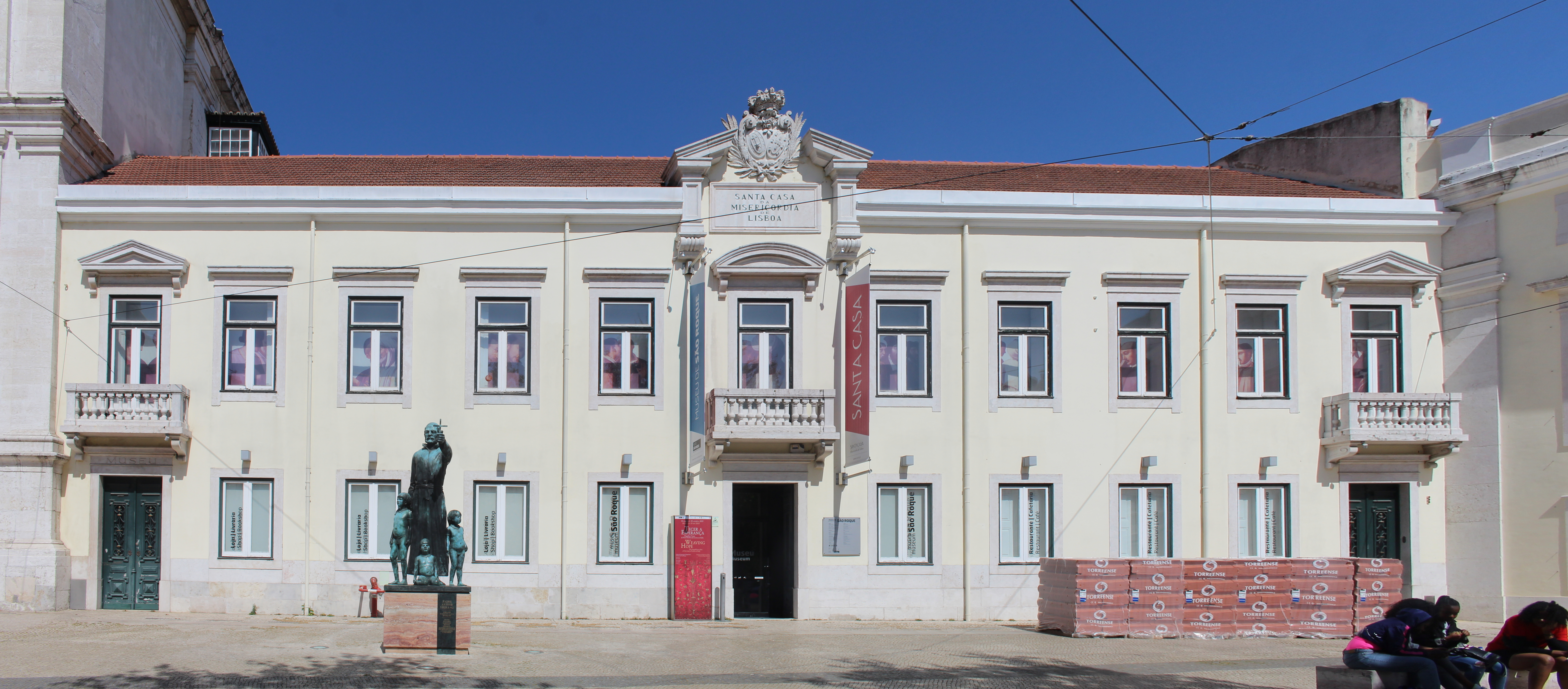
A Santa Casa de Lisboa, modelo para todas as Misericórdias

"As Santas Casas foram instituições centrais nos espaços de colonização portuguesa. Elas se prestam a uma história comparada, e não apenas isso, se prestam a uma história interconectada, pois elas não eram instituições estanques, se relacionavam entre si. Assim como a Misericórdia de Pelotas dependia e seguia o exemplo da de Porto Alegre, ambas enviavam assistidos (especificamente, os considerados loucos) para a Misericórdia do Rio de Janeiro, faziam consultas a seus dirigentes, seguiam modelos de práticas lá implementadas, pediam auxílio na solução de problemas. Além disso, estas irmandades tinham constantes notícias do que ocorria nas demais: se a Misericórdia de Pelotas recebia os relatórios de Rio Grande e Porto Alegre, por exemplo, esta última recebia estes documentos das capitais de outras províncias brasileiras".

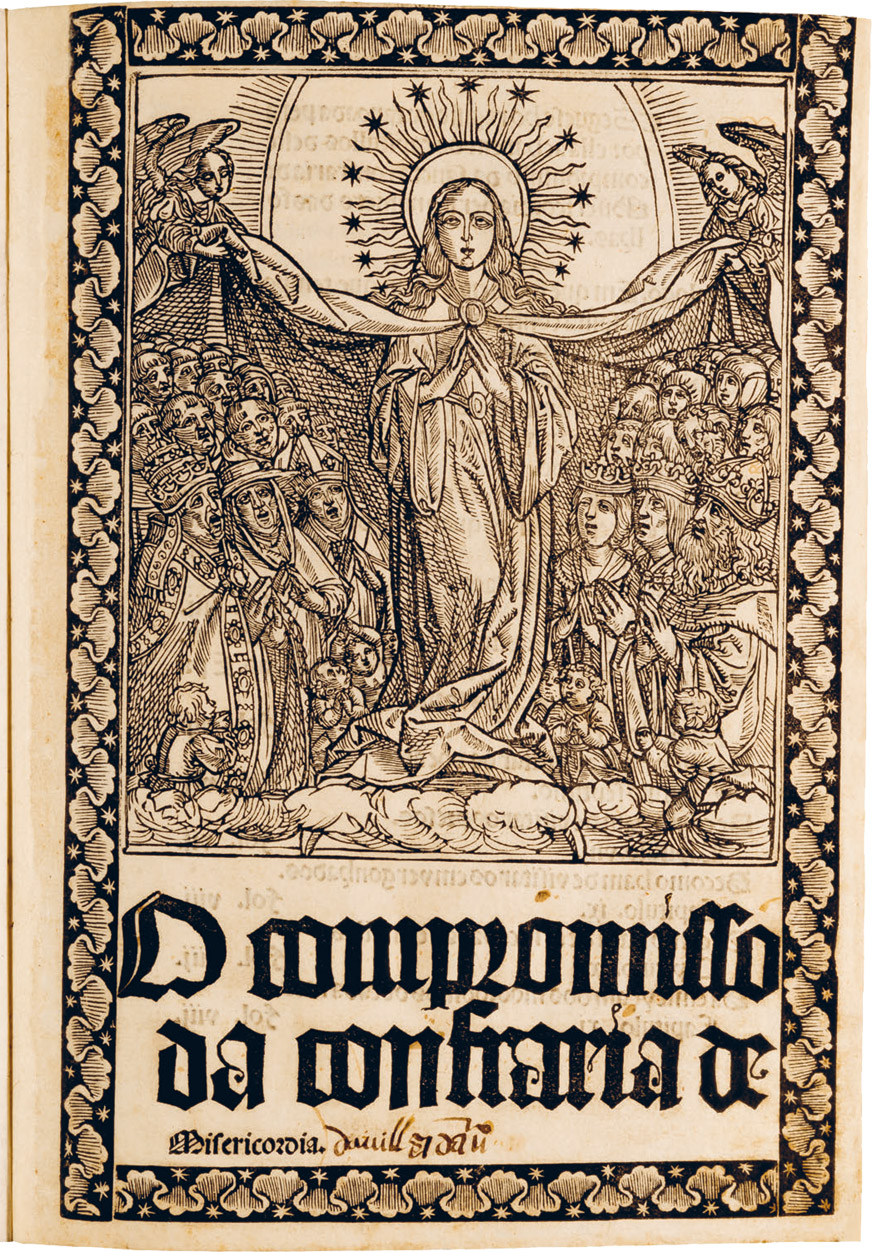
Frontispício da primeira edição impressa do Compromisso da Misericórdia de Lisboa, 1516, mostrando Nossa Senhora da Misericórdia

Em Porto Alegre o ingresso na Irmandade só seria permitido para quem fosse católico, livre e sem passado na escravidão, rico, bem instruído, de notória probidade, modesto e desejoso de ajudar, sem marca de infâmia ou ficha criminal, e sem casamento com negra. A eles eram garantidos amparo na velhice ou em caso de indigência, assistência médica sempre que necessário e um sepultamento solene. O Compromisso da Misericórdia de Lisboa, que sempre permaneceu a principal referência estatutária para todas as Misericórdias, dizia explicitamente que não seriam admitidos irmãos que tivessem sangue mouro ou judeu, mas o Régio Alvará de 18 de outubro de 1806 já havia abrandado um pouco o rigor estabelecendo que o Compromisso de Lisboa só fosse adotado pelas outras Santas Casas "naquilo que fosse possível". O Compromisso de Porto Alegre de 1857, o primeiro elaborado inteiramente pelos cidadãos locais, foi fortemente inspirado no lisboeta, e embora já não mencionasse explicitamente impedimento de cor ou raça para o ingresso na Irmandade, vetava os casados com negras e os que tivessem passado escravo (ou seja, negros), e suas outras exigências, pela natureza e pelo contexto — como ter boa educação e finanças abastadas —, na prática impediam o acesso de negros e mestiços, que em sua esmagadora maioria ainda eram pobres, analfabetos e escravos. O Compromisso de Lisboa também dividia os irmãos em nobres e oficiais, mas esta distinção nunca chegou a ser implementada em Porto Alegre. Em 1853 os mesários de Porto Alegre indagaram à Santa Casa do Rio qual Compromisso adotava, sendo respondido que era o de Lisboa, "nas partes em que era aplicável", o que lhes dava alguma liberdade de ação, decidindo o funcionamento de acordo com as circunstâncias locais. Em 1867 os estatutos de Porto Alegre foram reformados e as exigências ligadas a classe e raça foram todas revogadas.
Seja como for, segundo Mara Nascimento, "a estreita ligação existente entre as Misericórdias e o poder político jamais se desfez, tanto na Europa como no Brasil. Diferentemente das diversas outras irmandades de negros, mestiços ou mesmo de brancos, as da Misericórdia tiveram sempre como provedor ou irmãos de Mesa homens que ocupavam ao mesmo tempo cargos políticos de chefia local. Um provérbio alentejano dizia que 'quem não está na Câmara está na Misericórdia'. [...] Uma olhada sobre esta questão em Porto Alegre confirma a tradição de alternância de poder, tanto na direção do Hospital da Santa Casa, como na administração da Irmandade e nas instâncias civis".

### Fundação

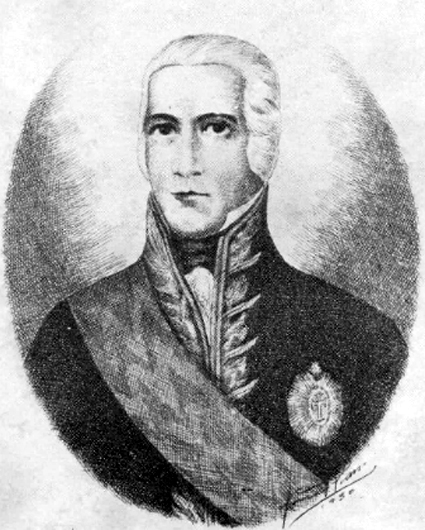
Paulo Gama, o primeiro provedor

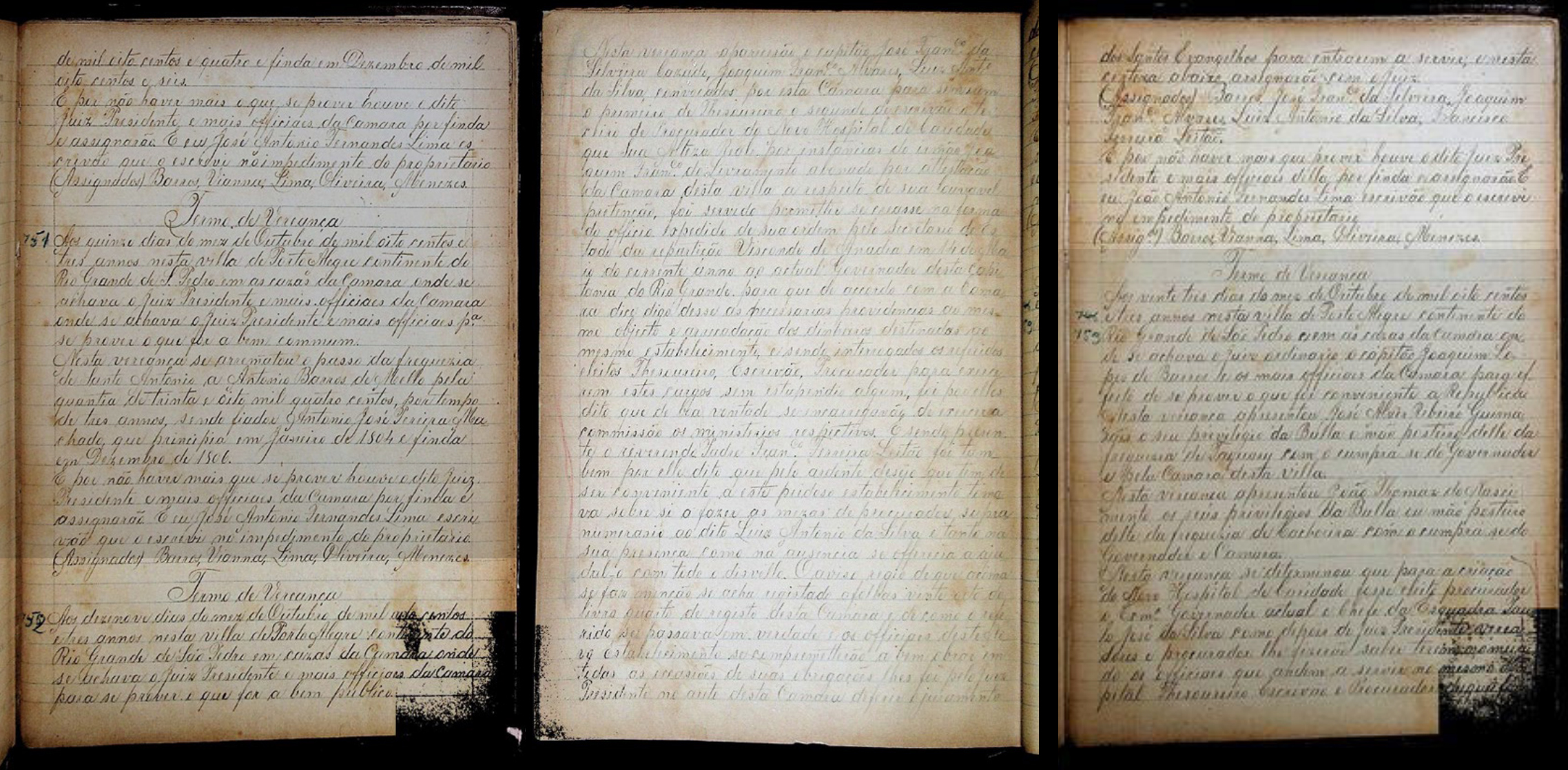
Ata da eleição da primeira Mesa Administrativa (trechos realçados com tom mais claro), de 19 de outubro de 1803, no Livro de Atas nº 4 da Câmara de Vereadores

Somente em 3 de abril de 1802 o Senado da Câmara elaborou uma petição ao Príncipe Regente Dom João para que autorizasse a fundação de uma instituição nos moldes das Misericórdias. José Francisco de Faria e Costa, irmão de Irmão Joaquim, em 1802 era tabelião em Porto Alegre, e através dele Irmão Joaquim foi encarregado pela Câmara de levar a Lisboa o requerimento, remetido antes para Salvador, onde ele se encontrava. Recebido em audiência no Palácio de Queluz, Irmão Joaquim obteve a anuência do Regente, e um Real Aviso foi então expedido em 14 de maio de 1803 ao governador do Rio Grande do Sul, Paulo Gama, autorizando o início da empreitada, recomendando que o governador protegesse e estimulasse a instituição, e dando poderes à Câmara para eleger a primeira Mesa Administrativa. Tanto o requerimento da Câmara como o Real Aviso mencionam Irmão Joaquim como o idealizador do projeto, acrescentando que ele nunca havia perdido o interesse pela fundação e seu legado deveria ser preservado. A Mesa foi eleita em 19 de outubro do mesmo ano, data que mais tarde foi oficializada como a de fundação da Santa Casa, escolhendo como tesoureiro o capitão José Francisco da Silveira Casado, como escrivão Joaquim Francisco Álvares, e como procurador Luís Antônio da Silva. O padre Francisco Ferreira Leitão serviu como procurador extra-numerário. Todos eram figuras prestigiadas. No seguinte dia 23 foi eleito como primeiro provedor o próprio governador Paulo Gama. Contudo, os estatutos da instituição não foram elaborados em plena concordância com o Compromisso de Lisboa, e por isso o reconhecimento oficial tardou.
Em 29 de novembro de 1802 foi cedido um terreno fora dos portões da cidade com 100 braças de frente por 88 braças de fundo para a construção do edifício do hospital, que se chamaria inicialmente de Hospital de Caridade, que também deveria ter uma igreja anexa. O projeto original do complexo foi perdido, mas sua autoria é atribuída ao governador Francisco João Roscio, que era engenheiro militar. Logo começaram a ser recolhidas doações para as obras, que iniciaram ainda em 1803, sob a supervisão do governador, mas com sua morte em 1805 a continuidade dos trabalhos se complicou. Alguns anos mais tarde o naturalista Saint-Hilaire, passando por Porto Alegre, elogiou o local escolhido, em posição dominante sobre uma colina, com bons ares, e a uma boa distância do centro urbanizado para evitar contágios. Sobre o projeto do edifício, disse que foi concebido tão grande que temia que levasse muito tempo para ser construído, uma previsão que se provou correta.
Em 1 de julho de 1814 Silveira Casado e o novo procurador João Coelho Neves solicitaram ao governador a eleição de uma nova Mesa para adequar os estatutos segundo o Compromisso de Lisboa, racionalizar o uso das verbas e corrigir outros problemas. Também pediram a dotação de verbas para a criação de uma Irmandade mantenedora e a instalação da igreja para assistência espiritual dos enfermos. O pedido foi deferido em 3 de setembro, em 20 de outubro foi aberto o primeiro Livro de Atas, e em 5 de janeiro de 1815 foi eleita a nova Mesa, empossada em 20 de janeiro, tendo como provedor o novo governador Luís Teles da Silva Caminha e Meneses, Marquês de Alegrete, que permaneceu na provedoria até 1818. Outros oficiais eleitos foram o vice-provedor, escrivão-secretário, escrivão da receita e despesa, tesoureiro, procurador, mordomo-mor dos presos, enfermeiro-mor, mordomo dos expostos, procurador dos presos, procurador dos expostos, procurador dos pobres, procurador das obras e 23 mesários.

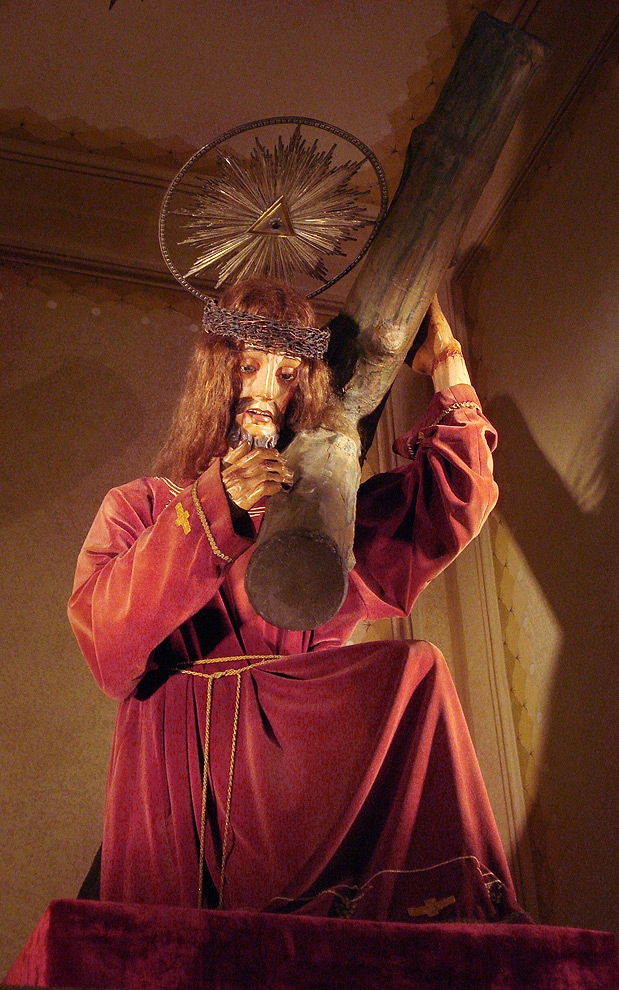
Estátua barroca de Nosso Senhor dos Passos na Capela

A Irmandade foi organizada em 20 de outubro de 1814 mas de início não foi formalizada legalmente. Seu corpo foi formado a partir da Devoção de Nosso Senhor dos Passos já existente, subordinada à Irmandade do Santíssimo Sacramento, e reunida em torno de uma antiga estátua do Senhor dos Passos, comprada no Rio de Janeiro e entronizada num altar da Matriz desde 1808. O translado da estátua da Matriz para a igreja do Hospital de Caridade, hoje conhecida como Capela Nosso Senhor dos Passos, foi autorizado em 26 de julho de 1814, mas só ocorreu em 3 de maio de 1821, e a inauguração da Capela teria de esperar até 1825.
A Irmandade, como mantenedora da Obra, garantiu os direitos de receber uma subvenção estatal permanente, que devia ser votada a cada ano pela Assembleia Provincial, ficando na prática sob controle do governo; receber subvenções estatais extraordinárias, conforme necessidade justificada, desde que dentro das possibilidades do Tesouro; cobrar serviços prestados ao Estado que não eram cobertos pela subvenção, e receber esmolas, bens, legados e rendimentos de cidadãos e entidades privadas para serem aplicados nas instalações, programas e serviços. As subvenções estatais frequentemente atrasavam e por regra eram insuficientes, por isso a importância dos doadores. A Irmandade logo se tornou o maior recipiente de doações filantrópicas da cidade. Ao longo do século XIX observou-se uma progressiva mudança na motivação dos doadores, que antes era de natureza eminentemente religiosa, para uma filantropia baseada em princípios humanistas e civilizatórios. Paralelamente, em sua trajetória passaria de uma instituição multi-assistencialista para concentrar-se progressivamente na área da saúde.

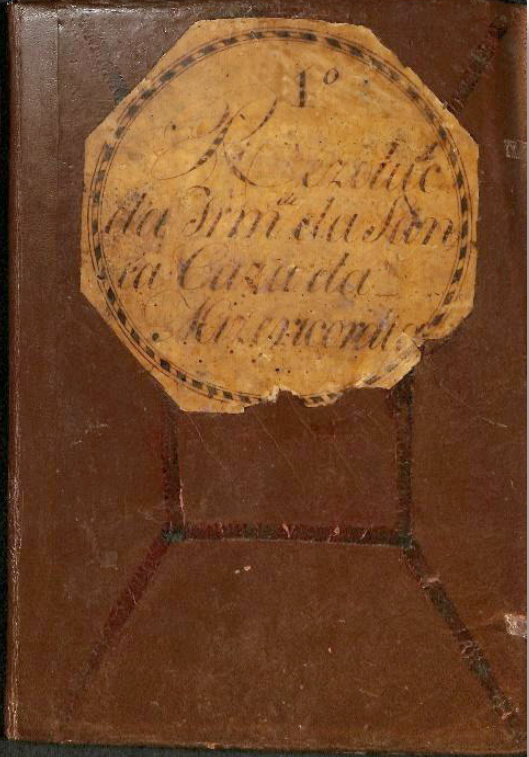
Primeiro Livro de Resoluções da Santa Casa (Livro de Atas), 1814-1828

A forte ligação com o Estado e dependência dele em termos financeiros e legais faria a administração ser complexa e um pouco confusa. Apesar da Mesa usualmente levar os créditos pela administração, diz Nascimento que nos primeiros vinte anos a gestora da Obra na prática foi a Câmara Municipal, enquanto a Mesa tinha funções principalmente como fiscalizadora e coletora de verbas. Já Tomaschewski diz que "durante o Império do Brasil, a tendência foi de delegar poderes aos presidentes e assembleias provinciais no que diz respeito à regulação das irmandades e demais associações. [...] Em teoria as irmandades deveriam reportar-se aos Presidentes da Província, mas a leitura dos relatórios revela que muitas vezes as informações não chegavam ao governo". Havia ainda que levar em conta a ingerência da Igreja, com a qual a administração esteve profundamente imbricada, não apenas pelo contexto geral da união formal entre Estado e Igreja através do Padroado que vigorou até a República, mas ainda por especificidades da situação local. A Irmandade era leiga mas tinha um fundo também religioso, seus membros obrigatoriamente eram católicos, o Compromisso que regia seu funcionamento tinha sua base nos princípios da caridade cristã e tinha que ser aprovado tanto pelo governo quanto pelo bispo, e a autoridade eclesiástica tinha uma voz ativa em vários aspectos da sua atividade, pois várias funções da Irmandade e da Santa Casa no século XIX tinham um componente religioso, seguiam normas da legislação eclesiástica e exigiam anuência e participação direta do clero, tais como a organização das várias festividades que ocorriam ao longo do ano e eram previstas formalmente no Compromisso, das quais a principal era a procissão do Senhor dos Passos, uma das mais importantes e concorridas do calendário religioso; tutela dos órfãos e expostos; enterro dos mortos; encomenda de missas em favor dos Irmãos e benfeitores; administração do cemitério e da capela e assistência espiritual aos Irmãos, aos internos do hospital e seus funcionários. E havia por fim os interesses privados das elites que se envolviam na administração. Não foram poucos os atritos e impasses decorrentes de demandas diferentes das várias instâncias que colaboravam no trabalho. Não é fácil separar com nitidez os campos de atuação de cada agente, pois eles se misturavam, superpunham e às vezes estavam em conflito, mas o Estado foi sempre o agente externo mais poderoso, a ponto de a Santa Casa, segundo Tomaschewski, poder ser considerada quase um braço do governo.

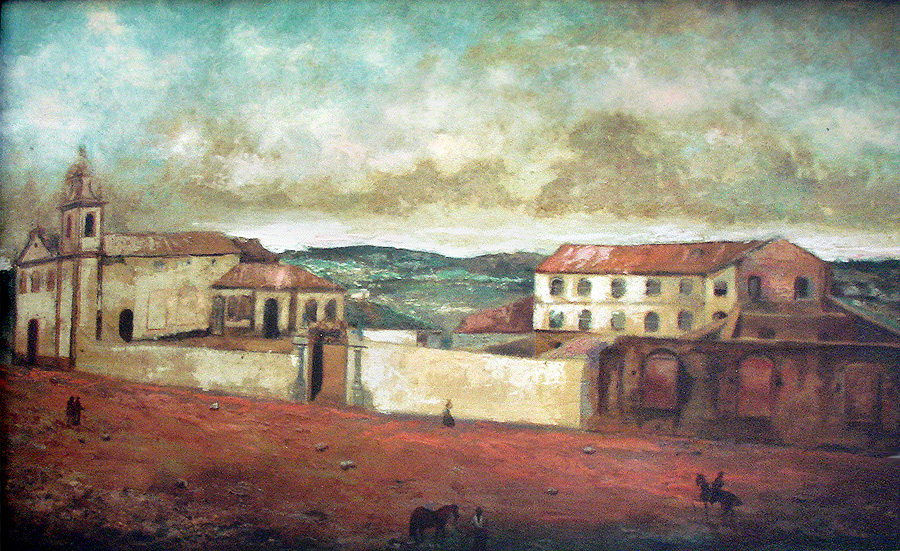
Os prédios primitivos da Santa Casa em 1830

As primeiras enfermarias foram abertas em 1º de janeiro de 1816, mas nenhuma estava acabada e funcionavam precariamente. No seu mandato como provedor, o Marquês de Alegrete propôs que o Hospital Militar fosse instalado no Hospital de Caridade. A ideia não agradou os outros administradores e instalou-se um conflito. A despeito da oposição contra a mudança de finalidade, e alegando que a prisão militar precisava de reparos, o provedor mandou os presos para o Hospital de Caridade. A comunidade ficou indignada com a transformação de seu hospital em uma prisão e as doações cessaram, e com isso a continuidade das obras foi comprometida. O sucessor de Alegrete na provedoria, José Maria Rita de Castelo Branco, Conde da Figueira, voltou a insistir que o Hospital Militar fosse instalado no Hospital de Caridade, o caso foi parar na Justiça, ele perdeu a causa e também o interesse pela instituição, e as obras não andaram.

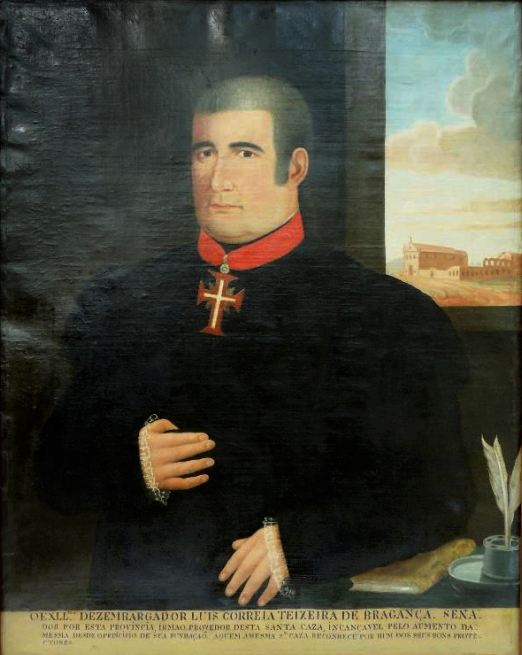
Luís Correia Teixeira de Bragança, retrato na galeria de benfeitores, 1826

Em 1819 iniciaram as obras da Capela, e em 27 de novembro deste ano foi feita uma solicitação ao Desembargo do Paço para que confirmasse seu estatuto de Misericórdia, afirmando-se ter sido adotado o Compromisso de Lisboa, em 1821 foi reiterada a adoção do Compromisso de Lisboa, e em 29 de maio de 1822 o Príncipe Dom Pedro, então Regente, reconheceu a Irmandade informal que já estava em atividade, dando-lhe existência jurídica, e outorgou-lhe as prerrogativas e privilégios que cabiam a todas as Irmandades das Misericórdias e suas fundações, reconhecendo a Obra como uma Santa Casa. Porém, a Irmandade não iniciou logo suas atividades oficiais. No ano seguinte assumiu a provedoria o desembargador Luís Correia Teixeira de Bragança, que participando antes da Junta da Fazenda, já defendera os interesses legítimos da instituição contra os desmandos dos provedores anteriores. Conseguiu concluir as primeiras enfermarias, a cozinha e a Capela, e passou a administração a José Feliciano Fernandes Pinheiro, Visconde de São Leopoldo, que encontrou o prédio praticamente finalizado e a instituição em condições de entrar em pleno funcionamento. Até 1824 as obras do hospital e da Capela consumiram mais de 32,4 contos de réis.

### Inauguração e funcionamento
A Irmandade só iniciou suas atividades oficiais em 20 de janeiro de 1825, regendo-se pelo Compromisso de Lisboa e pelo disposto no Régio Alvará de 18 de outubro de 1806, recebendo o Visconde como o primeiro Irmão inscrito no Livro de Registros dos Termos da Entrada de Irmãos, tomando posse no dia 15 de outubro de 1825. Até 2024 a Irmandade registraria mais de quatro mil Irmãos. O Visconde deu grande impulso às atividades, em 30 de janeiro de 1825 foi autorizada a construção de um cemitério nos fundos da Capela para enterro dos condenados à morte (depois aberto para outros), e no mesmo ano a Capela foi inaugurada, tendo como capelão o padre Juliano de Faria Lobato.
Em 1° de janeiro de 1826 a Santa Casa foi inaugurada oficialmente, tendo três enfermarias e como funcionários o cirurgião-mor Inácio Joaquim de Paiva e seu ajudante Bernardo José de Freitas, o clínico-mor Júlio César Muzzi e seu ajudante Bernardo Jesus de Abreu, o cirurgião de emergências Manuel Antônio de Magalhães, o enfermeiro de homens Joaquim José Cardoso e a enfermeira de mulheres Maria Joaquina Vasconcelos. Desde os primeiros meses de funcionamento as atas da Irmandade já registram as atividades da Santa Casa como escola, recebendo candidatos que treinavam suas habilidades na qualidade de ajudantes dos médicos contratados. A farmácia foi inaugurada em outubro.

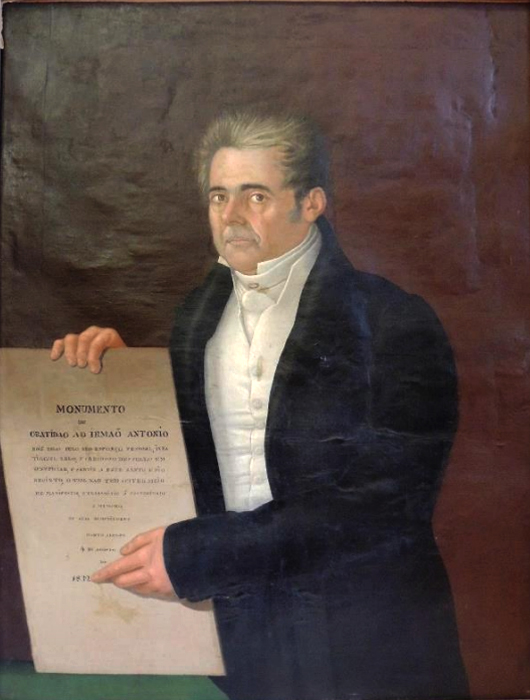
Pintura de autor desconhecido na galeria de beneméritos. O homenageado segura uma folha onde se lê: "Monumento de Gratidão ao Irmão Antônio Rodrigues Bellas pelo seu esforço pessoal, incansável zelo e caridoso desvelo em beneficiar, e servir a este Santo e Pio recinto, o qual não tem outro meio de manifestar e transmitir à posteridade a memória de seus benfeitores. Porto Alegre, 4 de agosto de 1832".

Ainda em 1826 a Santa Casa iniciou uma galeria de benfeitores, instalando retratos dos colaboradores mais ativos e dedicados e dos mecenas mais generosos. A coleção formada é o mais rico registro iconográfico da elite porto-alegrense do século XIX e um dos mais importantes acervos de pintura da província neste período.
Sempre no dia 1º de janeiro de cada ano a Santa Casa abria suas portas para a comunidade visitá-la. Era um dia de festa, e a multidão tinha acesso a todas as dependências. Segundo Nascimento, era uma ocasião para verificar os progressos que iam acontecendo nas instalações e nos serviços, mas também era um evento social. A elite comparecia engalanada, e o Salão Nobre com a galeria de retratos de beneméritos, enfeitado com flores e festões, era um dos pontos mais concorridos. Um cronista anônimo da época, escrevendo para O Mercantil em 1855 e comentando o baile no Salão, lotado de gente, disse: "Os veneráveis retratos tremiam com o estrondo da orquestra e se algum não se deixou escorregar pela parede abaixo foi de medo que lhe tomassem o lugar". José Cândido Gomes, outra testemunha ocular, havia dito em 1852: "Não sei por qual motivo a festa do hospital atrai tanto povo: também não sei por quê motivo a gente vai lá de grande gala; só se for por aproveitar a ocasião de ver e ser visto. Entrei eu diretamente ao pátio, e ali achei grande número de amigos e amigas a olharem... o quê? Uns para os outros. Eu disse-me a mim mesmo: 'Cá vim, cheguei à festa, mas onde está a festa?' Perguntei isso a um amigo e ele disse que a festa era aquilo mesmo, olharmos uns para os outros".
Segundo Nascimento, "a filantropia que os irmãos promoviam só adquiria sentido diante dos olhares da população, afinal do reconhecimento brotavam legados, ao mesmo tempo em que poderiam, mais tarde, à hora da morte de cada um desses confrades, gerar sufrágios por suas almas". Outro aspecto de relevo social na atividade da Santa Casa no século XIX era a organização de três grandes procissões: a Procissão do Senhor dos Passos, dividida em duas: a primeira para levar a Imagem do Senhor da Capela para a Matriz, na sexta-feira depois do primeiro domingo da Quaresma, e no dia seguinte outra para trazê-la de volta para a Capela, e a Procissão de Endoenças, na Quinta-feira Santa, todas sempre concorridíssimas e tão empolgantes que mais de um relatório oficial expressou preocupação e desagrado com as desordens, tumultos e imoralidades que o povo promovia.
Em 1828 a gestão da Obra passou inteira da Câmara para as mãos da Mesa, ficando a Câmara como a fiscalizadora. Ainda em 1828 a instituição foi autorizada a adquirir bens de raiz e deu-se inicio à construção de algumas casas na Avenida Independência para obter renda de aluguel, e foi obrigada pelo governo a assumir o tratamento dos enfermos militares. Apesar de receber um subsídio, a medida encontrou muita resistência e gerou constantes reclamações ao longo de décadas, até serem transferidos em 1861 para a prisão. Mesmo assim, a Santa Casa deveria prover sua comida, roupa de cama, roupa lavada e medicamentos, gerando mais uma quantidade de protestos e críticas, pois a prisão ficava longe. Enquanto isso, em 11 de janeiro de 1831 formalizou-se por lei o costume já antigo de a Santa Casa recolher um imposto sobre todas as embarcações atracadas no porto, ficando obrigada a atender os marinheiros, e ao mesmo tempo ficava obrigada a enterrar os escravos. Em 19 de janeiro de 1832 foi determinado que seus estatutos fossem harmonizados ao Compromisso da Santa Casa do Rio de Janeiro. Em 1834 assumiu o tratamento dos doentes mentais (os "alienados"}.
Um período particularmente difícil iniciou em 1835 com a deflagração da Revolução Farroupilha. Até seu fim em 1845 a cidade ficou em estado de sítio, as doações caíram drasticamente, e seu funcionamento foi muito tumultuado. A Santa Casa foi neste período incumbida com a responsabilidade de vigiar um dos portões da cidade, tornando-se um alvo, ao mesmo tempo cumprindo o papel de fortaleza. Apesar dos problemas, em 1837 a Santa Casa passou a cuidar dos infantes expostos, sendo instalada uma comissão para administração e recebendo uma subvenção governamental de 12 contos de réis e a posse de todos os terrenos devolutos e aforados da cidade, bem como de suas respectivas rendas. Quando não havia interessados em adotá-las, as crianças recebiam cama, comida e assistência médica em regime de quase clausura, bem como, quando aptas, alfabetização e treinamento em ofícios úteis, que as capacitavam para uma vida digna após sua emancipação.
Em 21 de julho de 1844 foi autorizada a compra de um grande terreno na Azenha para a construção de um novo cemitério, a fim de substituir o cemitério que existia na Praça da Matriz e já estava superlotado, ocorrendo o primeiro sepultamento em abril de 1850. Ainda em 1844 assumiu completamente o cuidado dos expostos, anexando ao patrimônio da Irmandade a casa onde eram recebidos. Em 1854 a Santa Casa já atendia mais de mil doentes por ano e em 1855 tinha cinco enfermarias: de homens, mulheres, menores, sócios da Beneficência Portuguesa e presos civis pobres, contando com três médicos, cinco enfermeiros e outros auxiliares. Muitos escravos negros foram doados por particulares à Santa Casa ou lhes foram destinados pelas autoridades, e sempre desempenharam um papel importante nas atividades da instituição, atuando como faxineiros, cozinheiros, coveiros, amas de leite, cavalariços, carpinteiros, mensageiros e em outras funções. Muitos deles recebiam treinamento para o bom desempenho do seu trabalho. Quando não atendiam às expectativas ou mostravam mau comportamento podiam ser castigados ou vendidos. Em 1858 serviam ali 34 escravos.

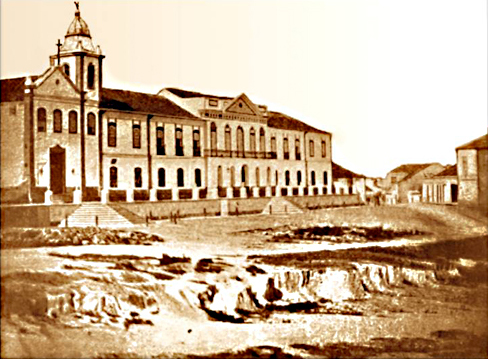
Aspecto da Santa Casa em 1860.

Em 1857 foi redigido um novo Compromisso, e foi decidida a ampliação do edifício, que já se tornara pequeno para o volume de atendimentos, recebendo uma verba de 10 contos de réis da Assembleia Provincial, em 1863 a subvenção regular do Estado aumentou de 12 para 24 contos, e em troca a Santa Casa ficava obrigada a atender os policiais de Porto Alegre e os menores abrigados no Arsenal de Guerra. No mesmo ano foi inaugurado um pavilhão para os alienados. Em 1867 o Compromisso foi atualizado, tornando o ingresso na Irmandade mais acessível à classe média, já sem qualquer impedimento quanto a classe, cor ou raça. No mesmo ano, em meio à Guerra do Paraguai, o governo requisitou outra vez espaços para a instalação do Hospital Militar e uma prisão, e em contrapartida liberou verbas para o término das obras de ampliação do edifício, fechando-se um quadrilátero edificado com um pátio central. Contudo, os custos operacionais com os pacientes militares e prisioneiros não foram compensados, acumulando-se um vultoso prejuízo financeiro. Em 1876 a prisão foi desativada e convertida em enfermarias para inválidos e escravos particulares. O Hospital Militar, que chegou a ocupar quatro pavilhões, só seria desativado em 1898. Em 1880 perdeu a concessão governamental para o transporte fúnebre e pouco depois entregou para o Estado a administração e custeio do Asilo de Alienados. A esta altura a Santa Casa recebia muitos enfermos do interior do Rio Grande, mas raramente os municípios que os enviavam pagavam as despesas.

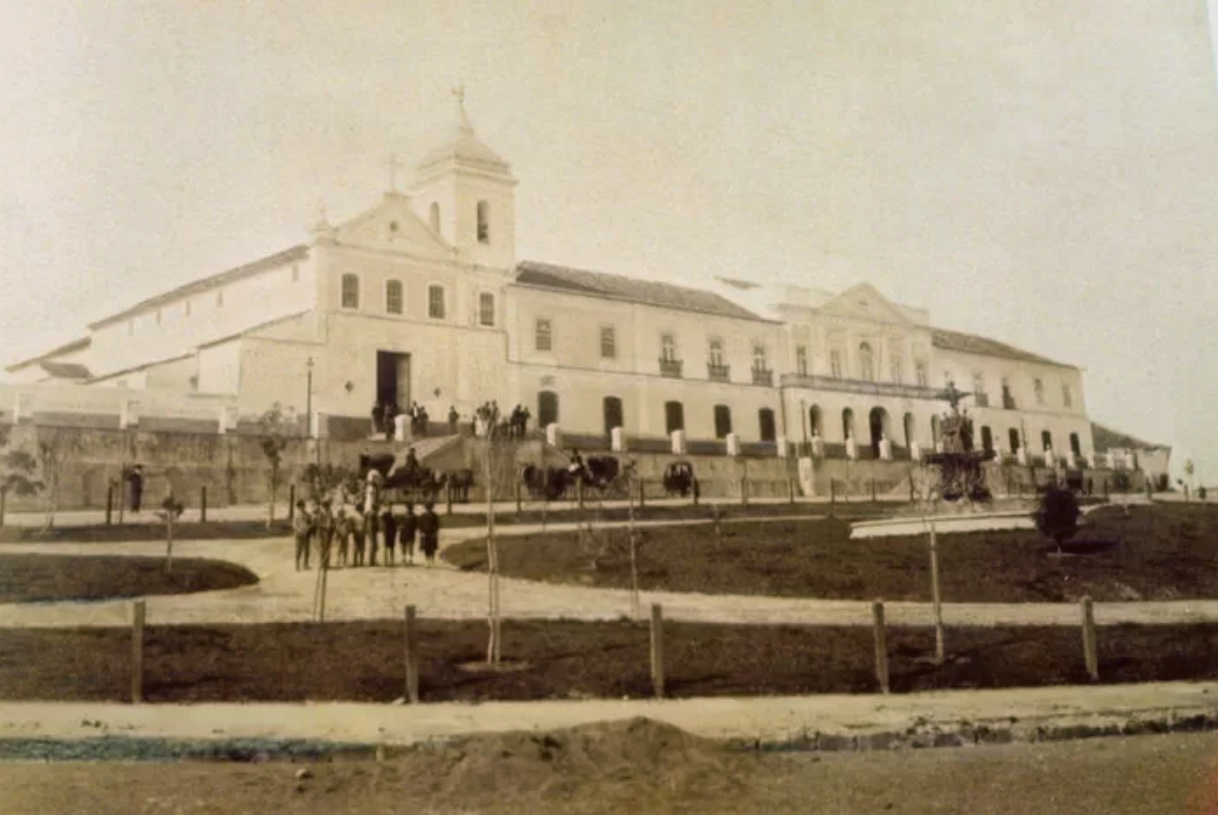
A Santa Casa em 1888

Em 1886 aparecem nos anais da Santa Casa e na imprensa as primeiras referências a um projeto de fundação de uma escola de medicina de nível superior, tendo a Mesa Diretora enviado em 14 de abril daquele ano requerimento para a Assembleia para dotação de verbas, e no ano seguinte o projeto foi vigorosamente defendido pelo provedor Joaquim Pedro Salgado, resultando na aprovação da lei nº 1.754 em 31 de dezembro de 1888, autorizando a realização de uma loteria de 500 contos para a sede da escola, mas a lei não entrou em vigor e a iniciativa acabou sendo abandonada entre as incertezas decorrentes do abatimento da Monarquia e da proclamação da República em 1889. Em 1887 havia sido introduzido um regulamento para os serviços sanitários. Esses projetos eram o resultado de um movimento em que a medicina do Rio Grande do Sul começava a abandonar os métodos intuitivos, empíricos e folclóricos para abraçar as inovações trazidas pela ciência.
Em contraposição a esse movimento, a Constituição Estadual de 1891, imposta pelo governo castilhista e fortemente inspirada no positivismo, dispensou a obrigatoriedade de diploma superior para a prática da medicina, da farmácia, da obstetrícia e da odontologia — de fato, abriu o mercado para todas as profissões —, sendo uma aberração em toda a tradição luso-brasileira e entre todas as constituições estaduais do restante do Brasil, instaurando uma completa anarquia no sistema de saúde, que foi inundado de práticos amadores, curandeiros e charlatãos, que passaram a precisar apenas de um registro num cadastro geral para poderem trabalhar. Essa desregulamentação encontrou viva oposição em vários setores da sociedade, incluindo os profissionais da Santa Casa, e desencadeou uma longa controvérsia pública.

### Novas diretrizes e consolidação
Em 1891, por iniciativa do arcebispo Cláudio José Gonçalves Ponce de Leão, a Congregação das Irmãs de São José, recém estabelecida no Rio Grande do Sul, foi convidada a administrar a Santa Casa, sendo firmado um contrato em 31 de julho. No mesmo ato os doentes que as irmãs já atendiam em uma enfermaria particular foram assimilados pela Santa Casa, mas o trabalho efetivo das irmãs só ganhou ímpeto depois de arranjarem acomodações no próprio complexo, sendo recebidas oficialmente com grande solenidade em 2 de abril de 1893. As irmãs ficaram responsáveis por toda a parte administrativa interna do hospital e suas dependências, da Casa dos Expostos e da Capela, contratavam e despediam enfermeiros e outros empregados ao seu critério, exerciam vigilância sobre a disciplina e moralidade dos funcionários e doentes, e elas mesmas serviam como enfermeiras, cozinheiras, faxineiras, desempenhando múltiplas funções, incluindo assistência espiritual. Inicialmente os médicos profissionais, que ainda dirigiam os serviços sanitários propriamente ditos, criaram resistências ao poder e métodos das josefinas, em particular combatiam sua crença na cura divina, mas, segundo Bones, em pouco tempo seu valor como auxiliares e sua eficiência como administradoras se patenteou, os espaços de ambos os corpos de colaboradores foram delimitados e os atritos cederam lugar à cooperação.
Nos anos seguintes várias melhorias foram implementadas nos espaços, como instalação de água quente nos banheiros; reforma na enfermaria dos inválidos, no depósito, nas latrinas, na cozinha e na lavanderia; espaços ociosos foram convertidos em alojamentos; foram criados uma enfermaria para doenças infecciosas e um curso para parteiras, e foi adquirida toda uma bateria de instrumentos e equipamentos médicos dos mais avançados disponíveis na época. A capacidade de atendimento mais que dobrou. Contudo, ainda não era capaz de atender a toda a demanda, e muitas vezes seus serviços ficaram abaixo do desejado, principalmente em função de escassez de verbas, um problema crônico. Em 1895 o hospital possuía 180 leitos e uma média diária de 258 internados.

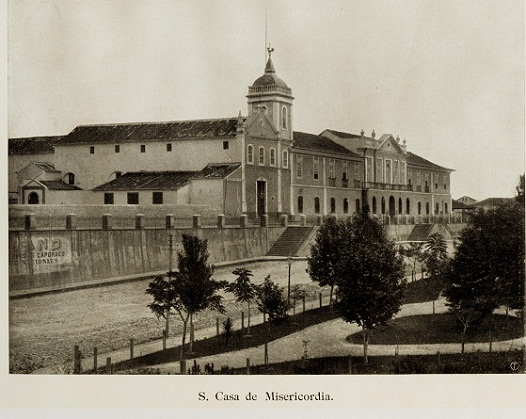
A Santa Casa em torno de 1900

Em 25 de julho de 1898 foi fundada a primeira Faculdade de Medicina do estado, incorporando o Curso de Parto da Santa Casa e a Escola de Farmácia do governo, reforçando o movimento pela qualificação científica da medicina no estado. Os estudantes passaram a contar com as instalações da Santa Casa para seu treinamento. Em 1902 foi fundada nas dependências da Santa Casa a Sociedade de Medicina, que encampou o movimento pela qualificação profissional e insistiu na reinstituição da obrigatoriedade de diploma universitário para o exercício da medicina. Para Beatriz Weber, sua transformação em hospital-escola fez com que novas tecnologias fossem adotadas e a pesquisa se tornasse um elemento de modificação das condições do hospital, mas essa mudança só foi efetivamente realizada após os médicos assumirem a administração. Isso aconteceu em 1915, entrando como provedor o médico Dioclécio Pereira da Silva. Seu principal auxiliar foi o médico Vítor de Brito, um dos fundadores da Faculdade de Medicina, que se encarregou dos serviços sanitários, introduzindo uma visão mais científica e mais profissional, mas sua inclinação a minimizar o caráter assistencialista da instituição gerou protestos e vários funcionários se afastaram.

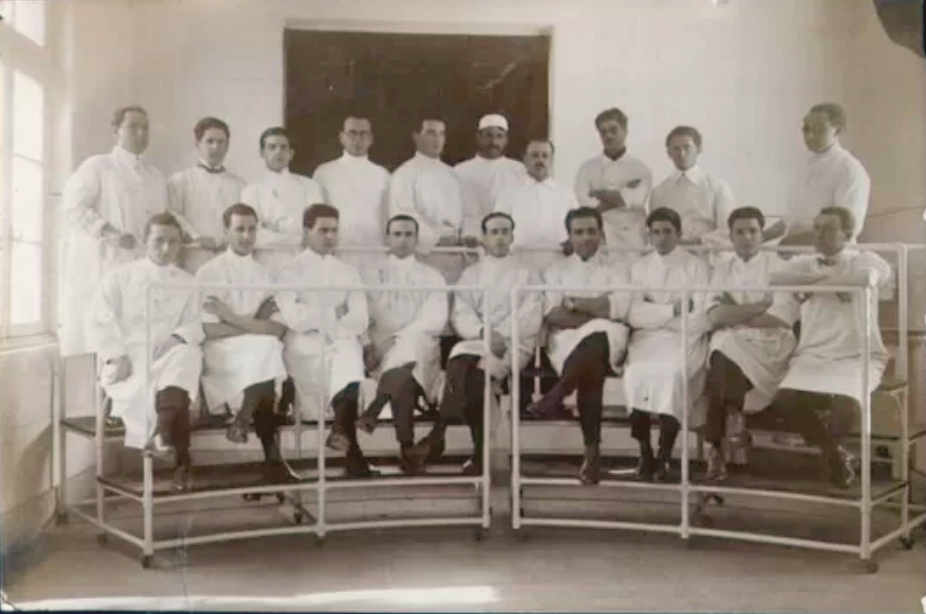
O professor Otacílio Rosa, médico da Santa Casa, e seus alunos da Faculdade de Medicina, 1925

Em 1915 começou a funcionar a enfermaria para tuberculose, sífilis e doenças da pele. A partir da promulgação do Código Civil de 1916, passou a ser uma entidade de direito civil, cessando a ingerência direta da Igreja. Em 1919 Brito assumiu a provedoria, introduzindo uma triagem prévia de doentes, separando os necessitados de internamento dos que só exigiam cuidado ambulatorial, criou um serviço de plantão 24 horas, atualizou o regulamento interno, reorganizou a atividade dos estudantes da Faculdade, lançou um programa de expansão dos edifícios, e substituiu as irmãs josefinas pelas franciscanas terceiras na administração interna. Sucedeu-o na provedoria em 1925 o médico Aurélio de Lima Py Filho, que atualizou o Compromisso e deu continuidade à filosofia de modernização dos serviços e instalações, acentuando a especialização da Santa Casa na área da saúde, direcionando-a definitivamente para o perfil que tem na contemporaneidade. Deixou como maior legado a construção de um novo anexo, o Hospital São Francisco, com capacidade para 300 leitos, inaugurado em 31 de julho de 1930, e deixando iniciados os pavilhões São Lucas e São José, com capacidade para mais 300 leitos.

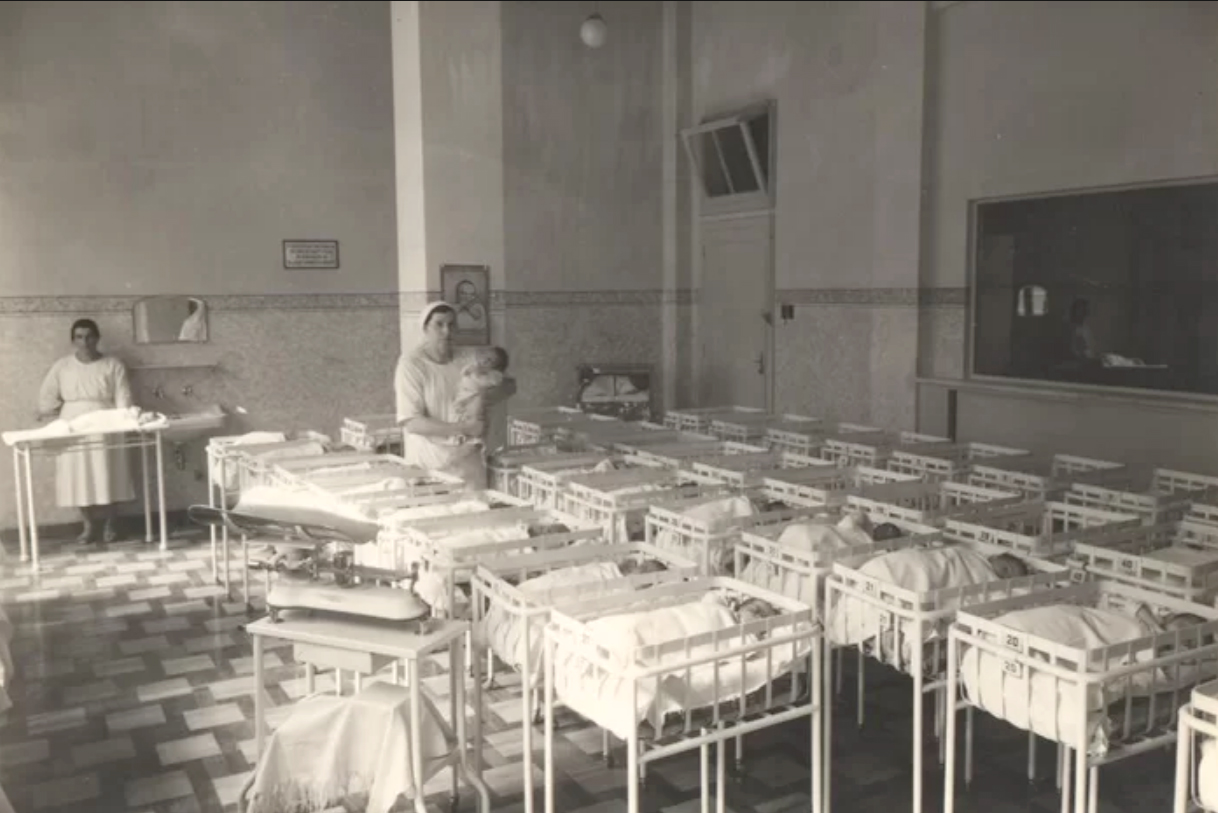
Berçário da Maternidade Mário Totta em 1940

Em 1936 foi criada uma enfermaria para câncer, uma maternidade em 1940, no ano seguinte surgiu o serviço de radiologia e radioterapia, e mais tarde outras instituições e serviços floresceram do tronco principal da Santa Casa. Em 1951 ali foi realizada a primeira cirurgia cardíaca no estado. Em 7 de dezembro de 1953 o provedor Rui Cirne Lima propôs a criação da Faculdade Católica de Medicina, aprovada e decretada pelo arcebispo dom Vicente Scherer no dia seguinte, iniciando a construção de uma sede em 1957. Os estudantes passaram a ser treinados nos hospitais da Santa Casa em 1961 e um programa de residência médica foi criado em 1964. Federalizada em 1980, hoje a Faculdade é a Universidade Federal de Ciências da Saúde de Porto Alegre, da qual a Santa Casa permanece como hospital escola.

### Crise e recuperação
Na primeira metade do século XX a instituição consolidou uma posição de referência no atendimento médico do Rio Grande do Sul, mas com as finanças sempre mais ou menos deficitárias, sua sustentabilidade permanecia em risco. Em fins da década de 1960, já com cinco hospitais sob sua direção, os problemas se avolumavam, iniciando um período de profunda crise. Seus serviços decaíram em qualidade, a administração se tornou caótica, não havia controle de receitas e despesas, surgiram denúncias de fraude e corrupção, furtos de equipamentos dos hospitais e pertences dos internos se tornaram corriqueiros, fornecedores não recebiam pagamento por anos, salários atrasavam e acumulou-se enorme dívida, levando a Santa Casa a cair em descrédito. No início da década de 1980 se tornara uma opinião corrente que não sobreviveria por muito mais tempo.

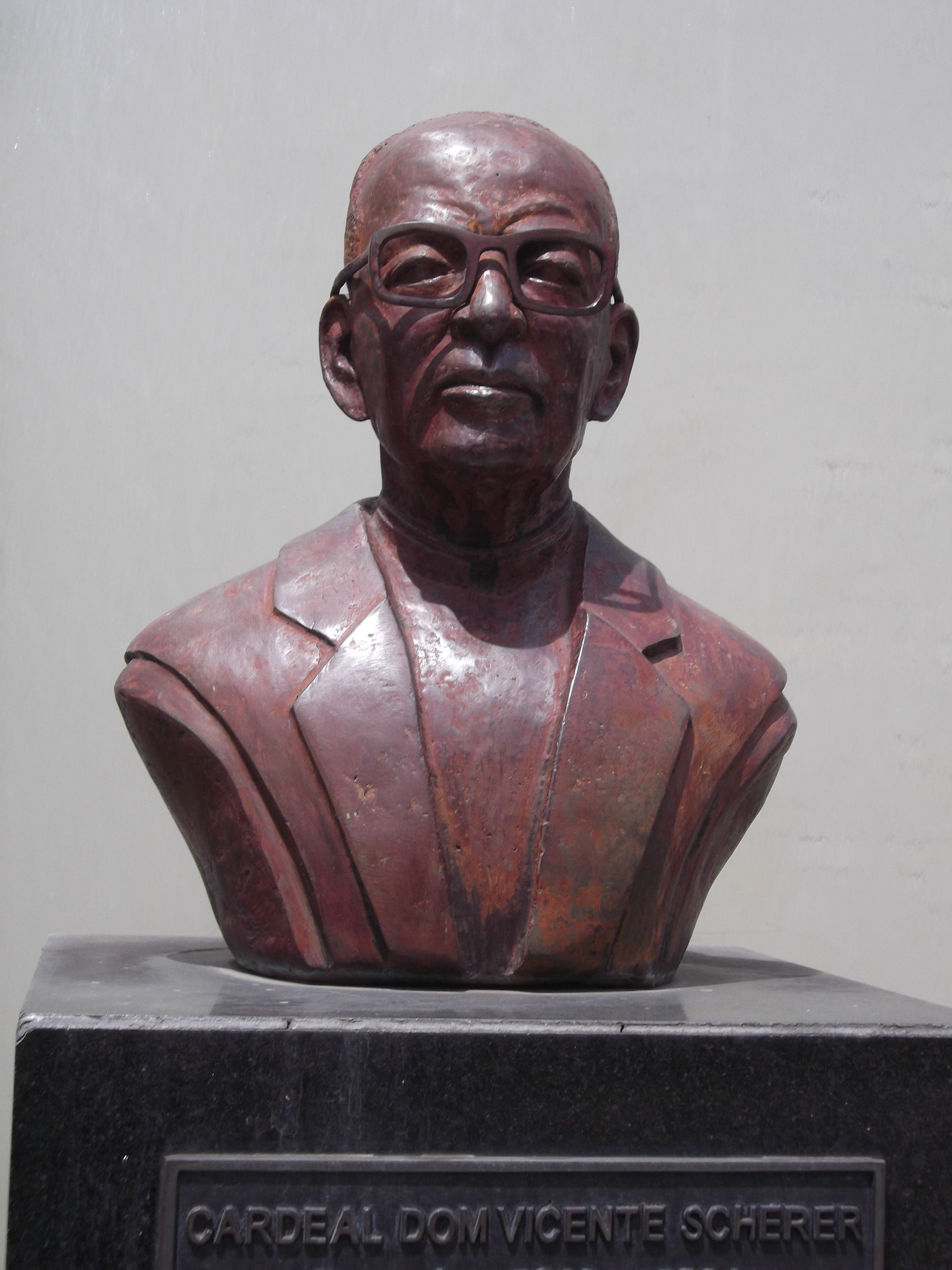
Busto de dom Vicente Scherer na Santa Casa

A situação começou a mudar em 1º de janeiro de 1982, quando assumiu a provedoria dom Vicente Scherer, que descreveu o que encontrou como "uma calamidade": Dos 1.200 leitos, somente 340 estavam ocupados; a farmácia estava vazia; a higiene era péssima e ratos, piolhos, pulgas e baratas infestavam todos os espaços; os prédios e equipamentos estavam sucateados; os funcionários eram poucos e mal preparados; a dívida chegava a 50 milhões de cruzeiros e a conta de eletricidade não era paga há 12 anos. Em 17 de maio os funcionários, médicos e residentes entraram em greve. Segundo Bones, 
"A miséria da Santa Casa de Misericórdia de Porto Alegre era o caso exemplar de uma situação vivida pelos 400 hospitais do Rio Grande do Sul em 1982. Fechamentos, falências, fraudes, denúncias de mau atendimento, eram uma rotina na imprensa e pareciam atingir toda a rede hospitalar. Chegava-se assim, diziam os analistas, ao ponto extremo de um processo iniciado em 1968, quando os sistemas conveniados foram unificados no Instituto Nacional de Previdência Social. Apenas os hospitais não credenciados pela Previdência Social tinham situação estável".
Com uma atuação firme e incansável, Scherer organizou uma ampla campanha de arrecadação de fundos e requalificação, tendo o apoio de muitas autoridades, jornalistas, empresários e outros parceiros, bem como da comunidade porto-alegrense, e foi conseguido que o Ministério da Saúde destinasse uma verba permanente por seu reconhecimento como hospital-escola. Scherer permaneceu na provedoria até 1992, deixando a instituição completamente reorganizada, revitalizada e funcional e com sua credibilidade recuperada, sendo amplamente reconhecido como seu salvador. Além da recuperação das suas funções hospitalares, um outro aspecto importante na gestão Scherer foi o reconhecimento de que a Santa Casa era um patrimônio histórico e cultural da comunidade, e por isso sua história deveria ser resgatada, valorizada e promovida. Para isso, em 1986 foi criado o Centro de Documentação e Pesquisa (CEDOP), que contratou uma equipe de historiadores, sociólogos e arquivistas para identificar, recolher, organizar, catalogar e restaurar o vasto acervo de documentos e objetos históricos que estava em más condições e disperso pelos espaços do complexo, em risco de se perder. O CEDOP delimitou três grandes setores do acervo — arquivístico, bibliográfico e museológico — que dariam origem aos departamentos do Arquivo, da Biblioteca e do Museu Joaquim Francisco do Livramento. Nas palavras de Véra Lucia Barroso, 
"Estava bem claro para a administração que assumia, naquela altura, que uma condição fundamental para se efetivar a ressurreição da Santa Casa seria a de que a comunidade interna que nela trabalhava se apropriasse do passado institucional, para nela reconhecer-se como protagonista a partir da compreensão do significado do lugar em que atuava. [...] Por isso, urgia conhecer a história da Santa Casa para dela apropriar-se e buscar sustentação e impulso para a sua virada, para a sua mudança. E mais: essa compreensão larga sobre o significado patrimonial da Misericórdia deveria ser estendida para toda a comunidade externa: a sociedade regional. [...] Dito de outra forma, o que já se insistiu em afirmação é que a ideia de pertença e responsabilidade coletiva pela ressurreição institucional, tomada como bem do passado, foi alicerce dos atos e do exercício de gestão que alavancaram o rumo de respeito e reconhecimento da Misericórdia como patrimônio".

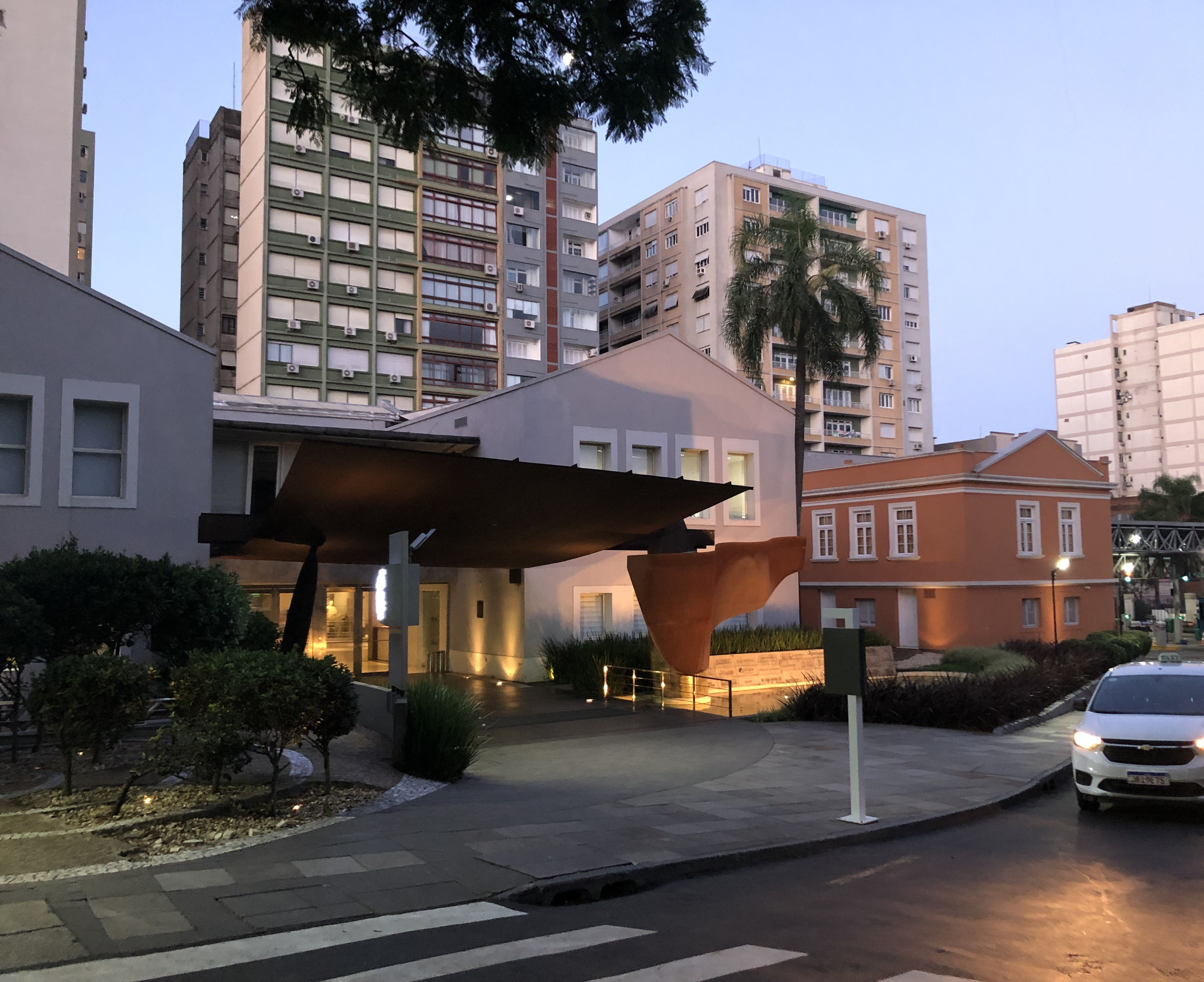
Entrada do Centro Histórico-Cultural Santa Casa

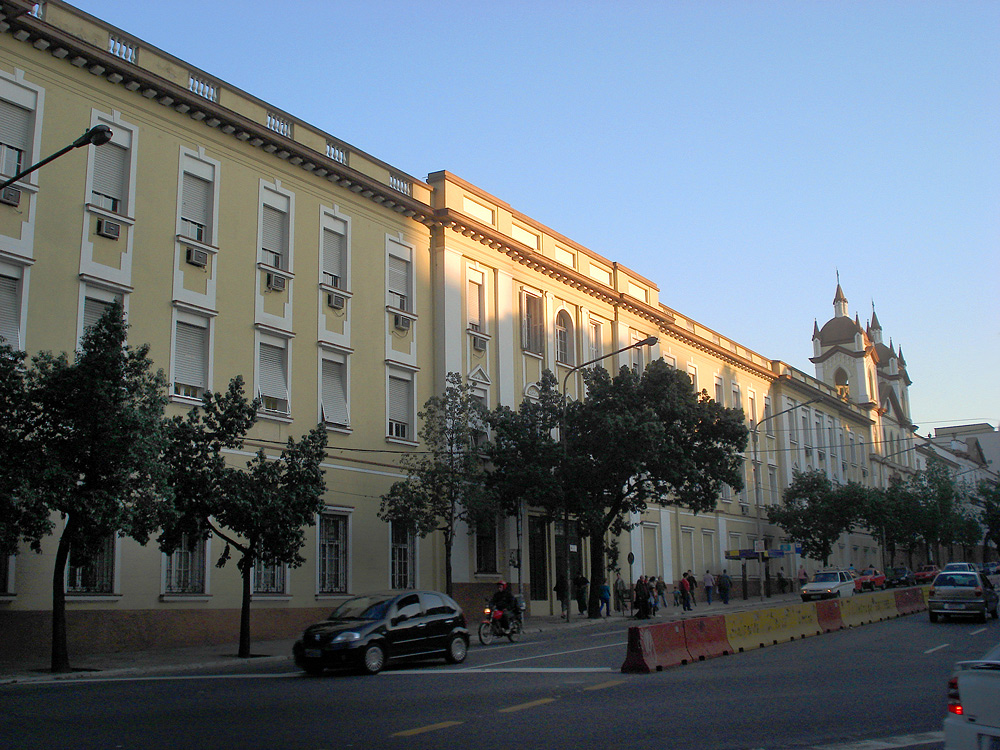
Os prédios históricos da Santa Casa e a Capela Senhor dos Passos em 2007

Além do trabalho com a conservação da cultura material e documental da Santa Casa, o CEDOP passou a organizar atividades de educação patrimonial para o público em geral, como palestras, oficinas e visitas guiadas; promoveu intercâmbios científicos com outras instituições, organizando seminários e encontros, aceitando estagiários do curso de História das universidades e recebendo pesquisadores externos para explorarem o acervo com vistas à produção de publicações, e lançou uma campanha de divulgação na imprensa das suas atividades, a fim de que a comunidade também se interessasse pelo rico patrimônio ali depositado.
Scherer colocou a Santa Casa em um caminho de prosperidade, mas em sua saída os problemas não haviam sido todos resolvidos, o financiamento ainda era insuficiente e persistia o temor de que tudo voltasse à estaca zero. Contudo, as reformas estruturais e administrativas deram bom resultado no longo prazo, e no primeiro ano do século XXI o balancete pela primeira vez acusou um saldo positivo. Em 2003 tinha 1.154 leitos, 194 consultórios, 56 salas de cirurgia, 8 unidades de terapia intensiva, 4.828 funcionários e 1.474 médicos, com uma média mensal de 4,6 mil internações, 4,4 mil cirurgias, 315 transplantes, 60 mil consultas ambulatoriais, 306 partos, e um faturamento de 17 milhões de reais por mês. 60% dos leitos eram ocupados pelo Sistema Único de Saúde, que respondia por 43% da receita. Até 2003 era o único hospital do país a receber o Prêmio Nacional de Qualidade, e por três anos recebeu o Troféu Ouro do Programa Gaúcho de Qualidade.
Nesta altura as atividades do CEDOP já haviam se expandido muito, requerendo novos espaços, e para isso em 2005 foi dado início a um projeto de restauro e adaptação de um conjunto de oito casas geminadas anexas à Santa Casa, construídas no século XIX para gerar renda através de seu aluguel, onde foi instalado o Centro Histórico-Cultural Santa Casa, que passou a gerenciar o Museu, o Arquivo, a Biblioteca e os outros equipamentos culturais da instituição, e que foi inaugurado em 2014.

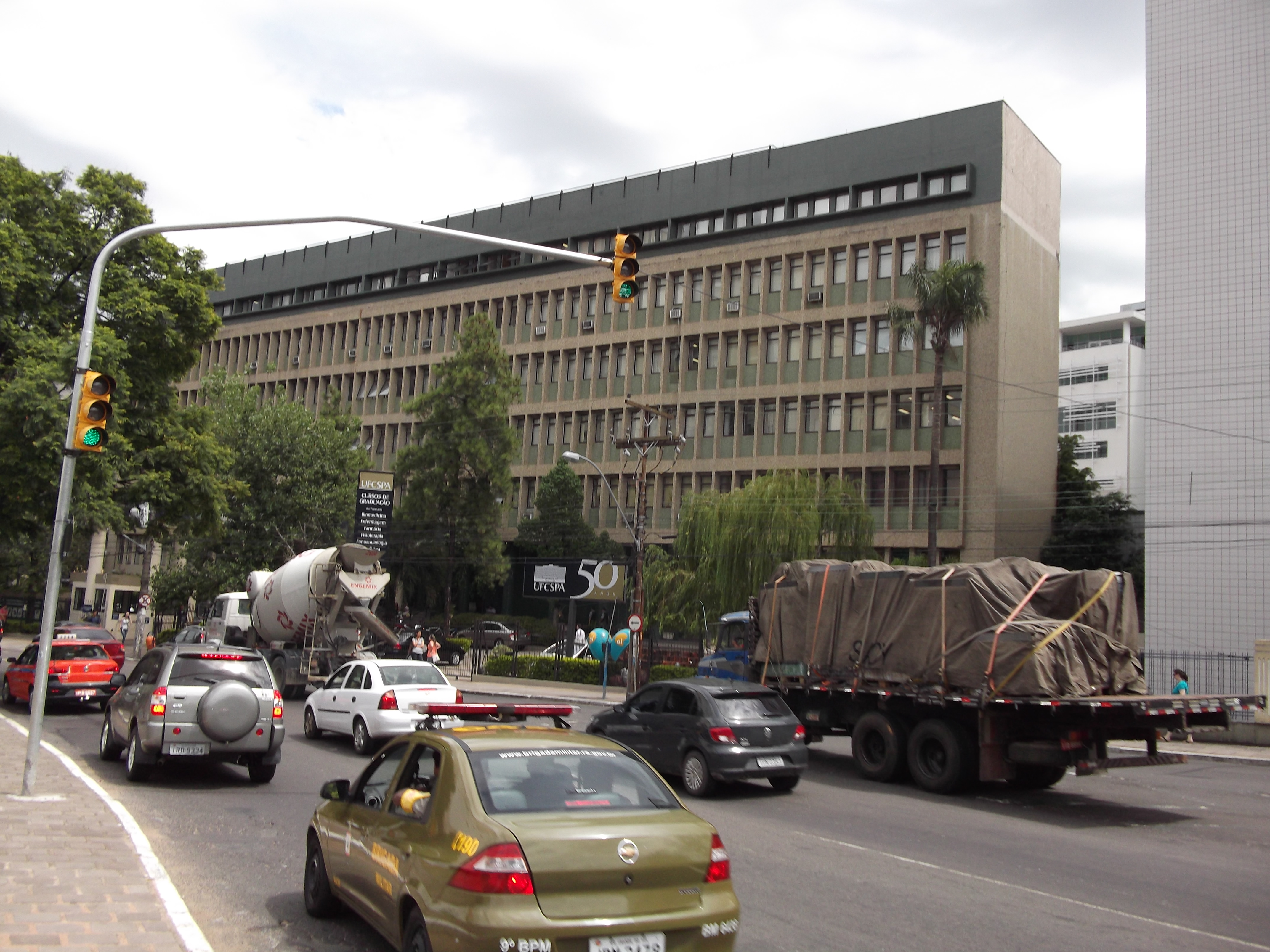
Universidade Federal de Ciências da Saúde

Nas últimas décadas foram feitos grandes investimentos, possibilitando a construção de novos hospitais, como o Hospital Santa Rita, herdeiro da enfermaria do câncer, o Hospital Dom Vicente Scherer, dedicado a transplantes, e o Hospital Santo Antônio, para crianças, mais uma vasta ampliação da unidade de emergências, além de inúmeras outras melhorias, que lhe garantiram uma posição de destaque no panorama da saúde brasileira. Atualmente a Santa Casa mantém seu caráter filantrópico e é um hospital de referência em várias especialidades. A mais antiga instituição hospitalar do Rio Grande do Sul, com seus nove hospitais, a Santa Casa constitui, segundo a apresentação do Museu de História da Medicina do Rio Grande do Sul, um dos mais modernos complexos hospitalares do país, sendo referência brasileira pela qualidade e segurança de seu atendimento. Disponibiliza serviços de consultas ambulatoriais eletivas e de urgência e emergência, além de serviços auxiliares de diagnóstico e tratamento, procedimentos cirúrgicos e obstétricos, internações hospitalares, clínicas e cirúrgicas, entre outros. É a única instituição hospitalar do país a realizar todos os tipos de transplante de órgãos e é referência em diagnóstico e tratamento em várias especialidades e em procedimentos de alta complexidade. Ao mesmo tempo, como hospital escola da Universidade Federal de Ciências da Saúde, mantém programas de residência médica, estágio e especialização, sendo igualmente reconhecida como referência em ensino e pesquisa médica.
Nas comemorações de seus 220 anos em 2023, foi saudada em matéria da Zero Hora como uma instituição de referência em medicina, com "uma trajetória integrada ao desenvolvimento da Capital e do Estado. Nesse período, passou de uma instituição assistencial criada sob autorização da Coroa Portuguesa para um dos mais importantes complexos de saúde do Brasil". Julio Matos, diretor-geral, declarou que "a população do Rio Grande do Sul é a proprietária da Santa Casa e foi quem construiu esse patrimônio ao longo dos anos. Seguimos com a nossa proposta, que é cuidar de todos, mas especialmente dos que mais precisam: esse é o norte que trouxe a instituição até hoje e que a levará para o futuro". Em 2024, em reconhecimento pelos seus relevantes serviços, em proposição aprovada por unanimidade, recebeu o Troféu Câmara Municipal de Porto Alegre, a mais alta distinção oferecida pelo Legislativo municipal. O núcleo antigo das edificações foi incluído pela Prefeitura no Inventário dos Bens Imóveis de Valor Histórico e Cultural e de Expressiva Tradição.

## Estrutura

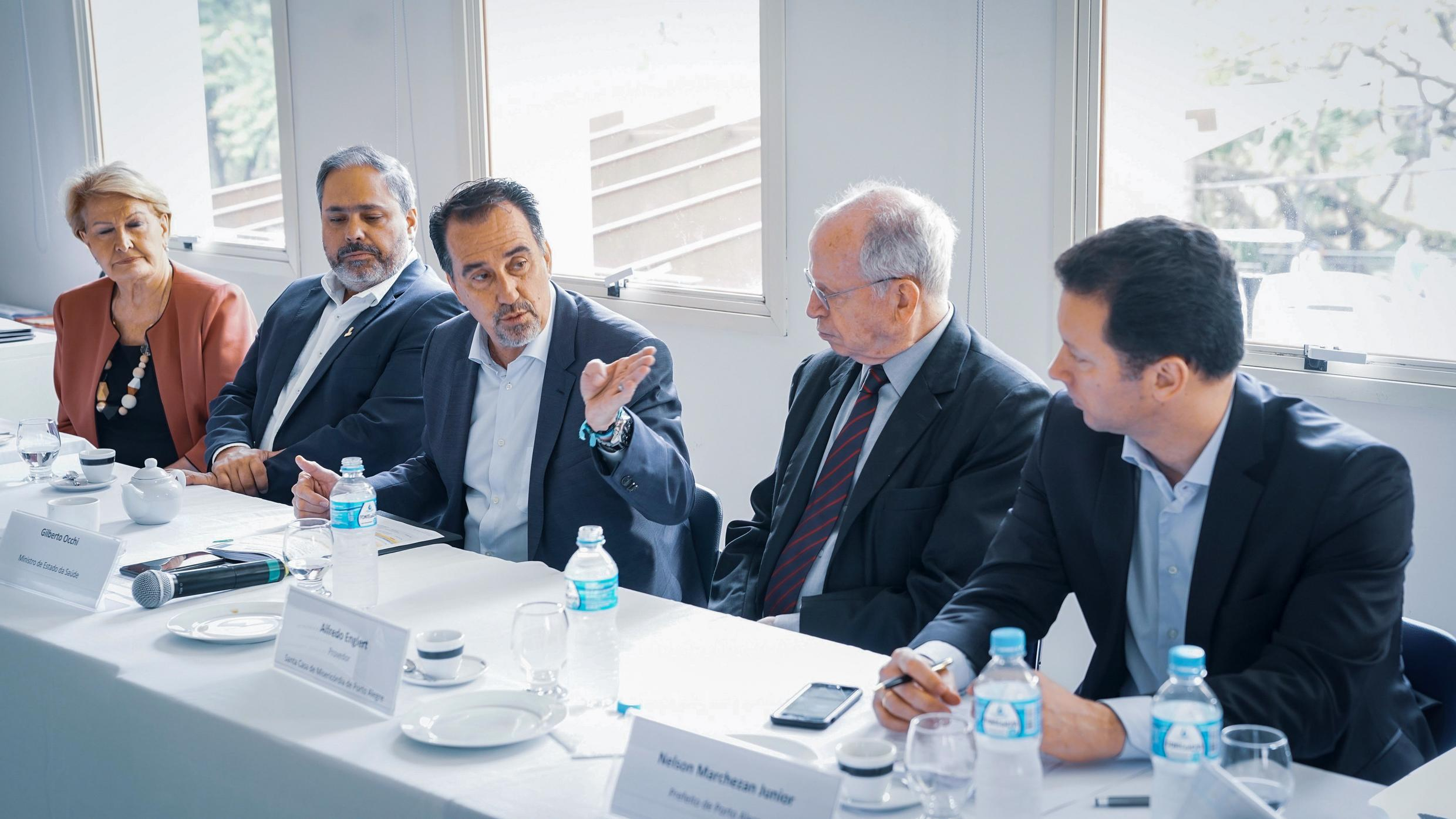
Reunião na Santa Casa entre o vice-prefeito Gustavo Paim, o ministro da Saúde Gilberto Occhi, o provedor Alfredo Englert e o prefeito Nelson Marchezan Júnior, 2018

Segundo dados da instituição, em 2024 sua estrutura administrativa era assim formada:
- Irmandade.
- Assembleia Geral: órgão máximo de deliberação, composto pelos membros da Irmandade.
- Mesa Administrativa: formada pelo provedor (presidente da Mesa), 3 vice-provedores, 12 mesários efetivos e 6 suplentes, responsáveis pelo direcionamento estratégico, diretrizes de administração, controle e avaliação de resultados.
- Conselho Consultivo: órgão auxiliar de consulta e assessoramento da Mesa Administrativa, composto por 9 membros da Irmandade.
- Conselho Fiscal: responsável por supervisionar e fiscalizar as questões financeiras e contábeis da instituição, composto por 5 membros efetivos e 3 suplentes.
- Direção Executiva: responsável pela execução das estratégias e diretrizes definidas pela Mesa Administrativa, liderada por um diretor-geral e 5 diretores (Operações, Administrativo, Técnico, Financeiro, e Médico/Ensino e Pesquisa).
- Auditoria.
- Ouvidoria.
- Cada hospital possui um diretor médico e um gerente hospitalar.

A instituição tinha 2.015.287.000 reais em ativos e 2.015.287.000 reais em passivos e patrimônio líquido, com uma receita líquida de 1.887.660.000 reais. Sua estrutura física construída em Porto Alegre era de 201.224 m2 e 15.516 m2 em Gravataí. Seus nove hospitais totalizavam 1.291 leitos, dos quais 192 eram de UTI. Contava com 9.228 colaboradores, 533 médicos residentes e 3.265 médicos ativos; 78 salas cirúrgicas, 313 consultórios ambulatoriais, 30 unidades básicas de saúde em Porto Alegre e 2 unidades de pronto atendimento em Gravataí. Havia feito 862.432 consultas médicas ambulatoriais, 66.581 internações, 63.259 procedimentos cirúrgicos, 6.337 procedimentos obstétricos, 194.862 atendimentos de urgência e emergência, e 6.743.561 serviços auxiliares de diagnóstico e tratamento. 62,49% dos atendimentos foram realizados pelo Sistema Único de Saúde (SUS).
Mantinha chefias médicas nas especialidades de Anestesiologia, Arritmia Cardíaca, Banco de Tecidos, Cardiologia Clínica, Cardiologia Pediátrica e Intervencionista, Cirurgia do Aparelho Digestivo, Cirurgia Bucomaxilofacial, Cirurgia de Cabeça e Pescoço, Cirurgia Cardíaca Pediátrica, Cirurgia Cardiovascular, Cirurgia Geral, Cirurgia Oncológica, Cirurgia Pediátrica, Cirurgia Plástica, Cirurgia Robótica, Cirurgia Torácica, Cirurgia Torácica Pediátrica, Cirurgia Vascular e Endovascular, Coloproctologia, Cuidados Paliativos, Dermatologia, Endocrinologia, Endoscopia, Gastroenterologia, Gastroenterologia Pediátrica, Geriatria, Ginecologia e Obstetrícia, Hematologia, Hemodinâmica e Cardiologia Intervencionista, Infectologia, Imunologia de Transplantes, Mastologia, Medicina da Dor, Medicina Intensiva, Medicina Interna, Medicina Nuclear, Nefrologia, Nefrologia Pediátrica, Nefrologia de Transplantes, Neonatologia, Neurocirurgia, Neurologia, Oftalmologia, Oncologia Clínica, Oncologia Radioterápica, Ortopedia e Traumatologia, Otorrinolaringologia, Otorrinolaringologia Pediátrica, Patologia, Pediatria, Pneumologia, Psiquiatria, Radiologia e Imagem, Reumatologia, Tratamento da Obesidade, Urologia.

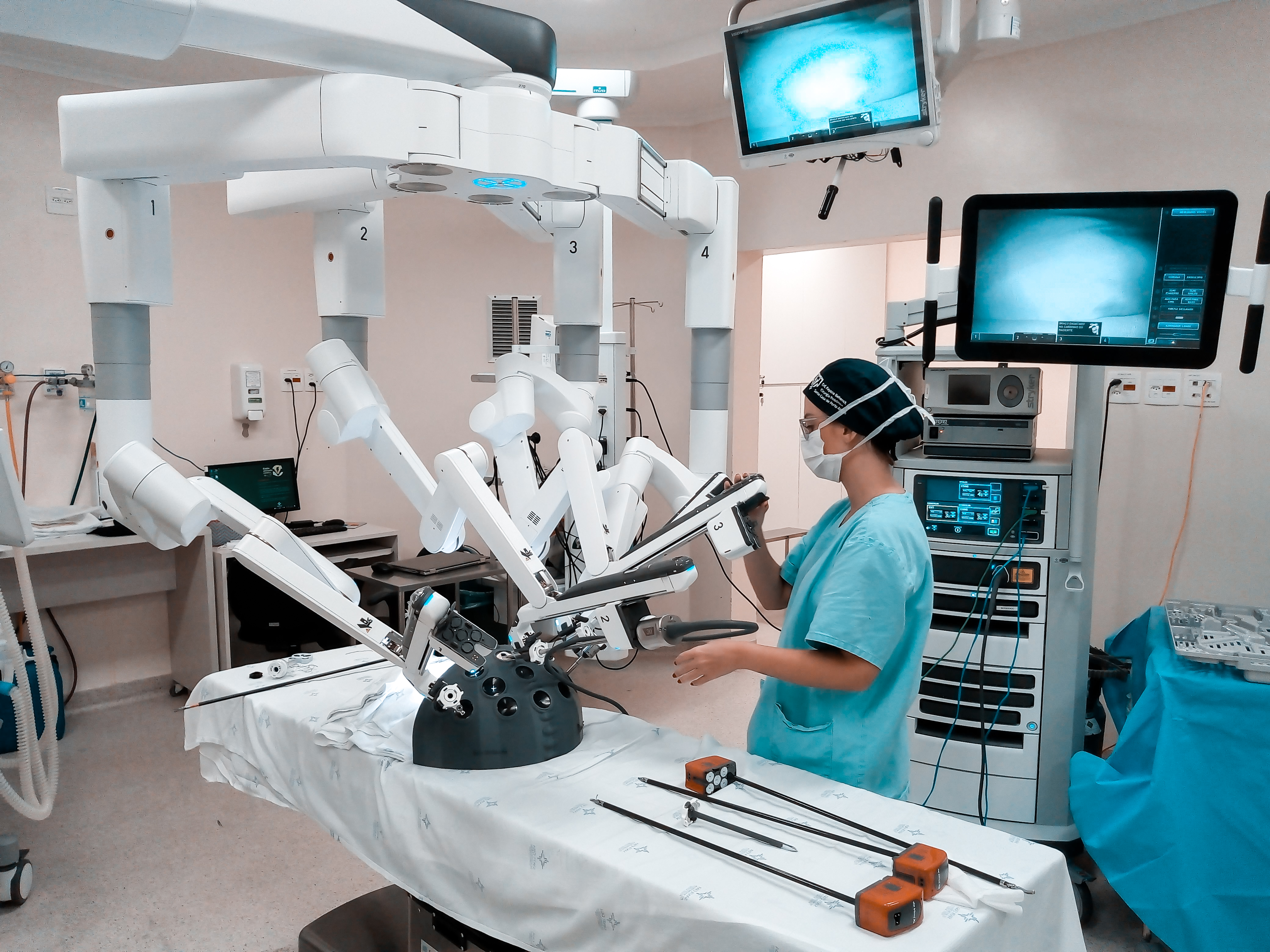
Sala de treinamento da Escola de Saúde La Salle Santa Casa

Sendo um hospital escola da Universidade Federal de Ciências da Saúde, o ensino é uma parte importante das suas atividades. Em 2024 tinha 420 médicos residentes; 49 residentes multiprofissionais; 42 cursistas de especialidades; 33 alunos de fellowship e cursos de extensão médica; 86 médicos estrangeiros em programas de treinamento ou de capacitação; 196 doutorandos via UFCSPA e 180 doutorandos via Unisinos; 1.370 acadêmicos de medicina; 797 acadêmicos de cursos multiprofissionais; 3.600 alunos de estágio observacional; 144 alunos de graduação e 313 alunos de pós-graduação em enfermagem; 108 profissionais certificados em Cirurgia Robótica, e 232 matrículas técnicas. Sediou 12 eventos científicos, com 2.319 inscritos e 217 palestrantes, e tinha 22 projetos de pesquisa em andamento.

### Hospital Santa Clara
O Hospital Santa Clara é o maior e mais antigo hospital do complexo, fundado em 1803 e inaugurado em 1826, contando na época com salas grandes e salas de desinfecção, mas não tinha banheiros. Por muitos anos foi usado pelo Exército, que ali instalou o Hospital Militar, desocupando o espaço em 1898, quando foi feita uma reforma para instalação de água encanada, iluminação a gás e novas enfermarias para tuberculosos e portadores de doenças transmissíveis. Em 1905 possuía 21 enfermarias e 4 quartos de isolamento, com 180 leitos. Faz parte do complexo da Policlínica Santa Clara, juntamente com os pavilhões Centenário, Daltro Filho, Cristo Redentor e São Lucas. Uma de suas unidades mais importantes é a Maternidade Mário Totta, fundada em 16 de novembro de 1940, a mais antiga do estado. Funciona como hospital geral e responde por cerca de 60% dos atendimentos do SUS de toda a Santa Casa, contando em 2024 com 253 leitos (destes, 45 de UTI) e 23 salas de cirurgia. Em 2023 dava assistência em 30 especialidades nas áreas de clínica médica, clínica cirúrgica e materno neonatal. Destaca-se por seus serviços de UTI adulto e neonatal, diálise, cirurgias de alta complexidade e emergências nas áreas clínica, cirúrgica, ginecológica e obstétrica. Conta também com um serviço de oftalmologia, com consultas, exames e cirurgias.

### Hospital São Francisco

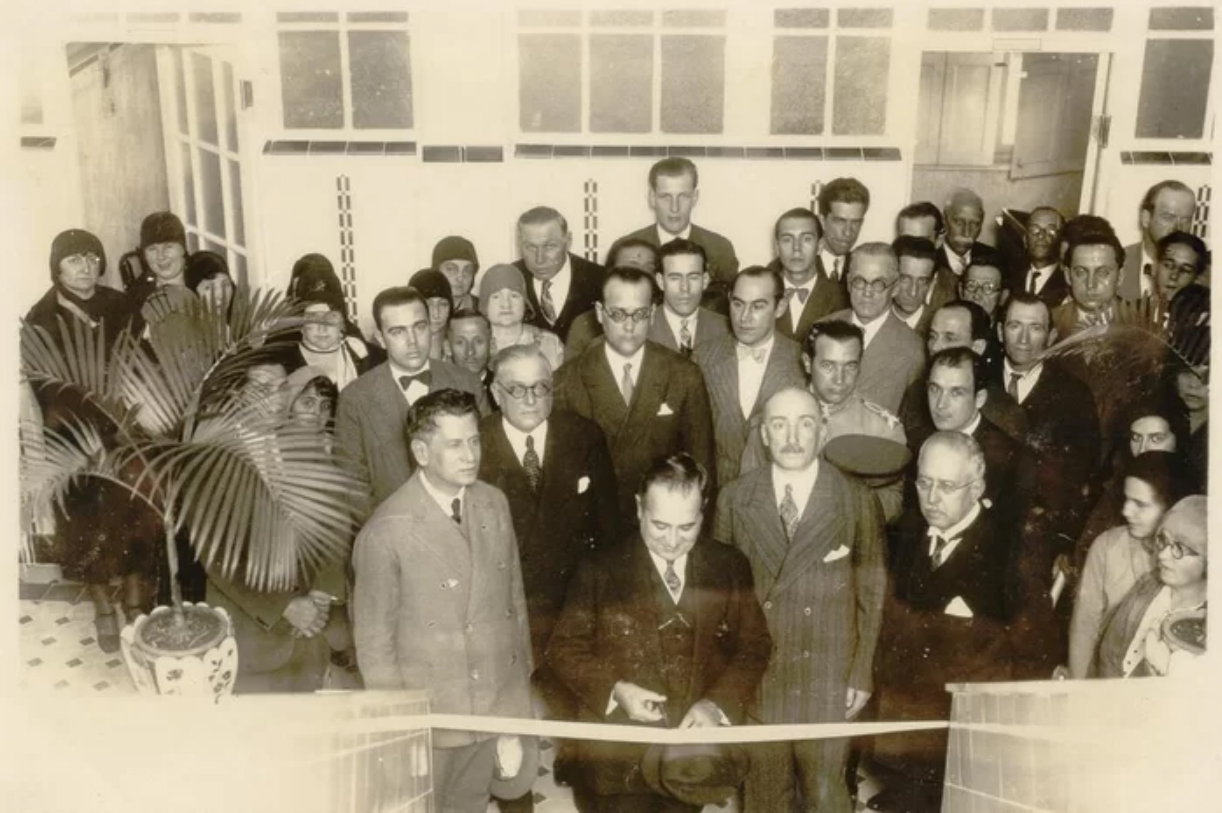
Getúlio Vargas inaugura o Hospital São Francisco em 1930

Inaugurado em 1930, o Hospital São Francisco é um centro de referência nas áreas de cardiologia, cirurgia cardíaca, cirurgia laparoscópica complexa, cirurgia de coronária e pediatria. Contava em 2024 com 110 leitos (22 de UTI) e 4 salas de cirurgia.

### Hospital São José
O Hospital São José foi aberto ao atendimento em 1946, sendo especializado em neurologia e neurocirurgia. Conta também com os serviços de neurofisiologia clínica e neurorradiologia. Em 2024 tinha 68 leitos (10 de UTI) e 3 salas de cirurgia. É referência nacional pela qualificação do atendimento em neurologia, neurocirurgia e procedimentos de alta complexidade.

### Hospital Pavilhão Pereira Filho
O Pavilhão Pereira Filho, fundado em 1956 e inaugurado em 1965, é especializado em pneumologia clínica e cirurgia torácica, sendo nestas áreas uma referência na América Latina. Contava em 2024 com 87 leitos (destes, 14 de UTI) e 3 salas de cirurgia.

### Hospital Santa Rita

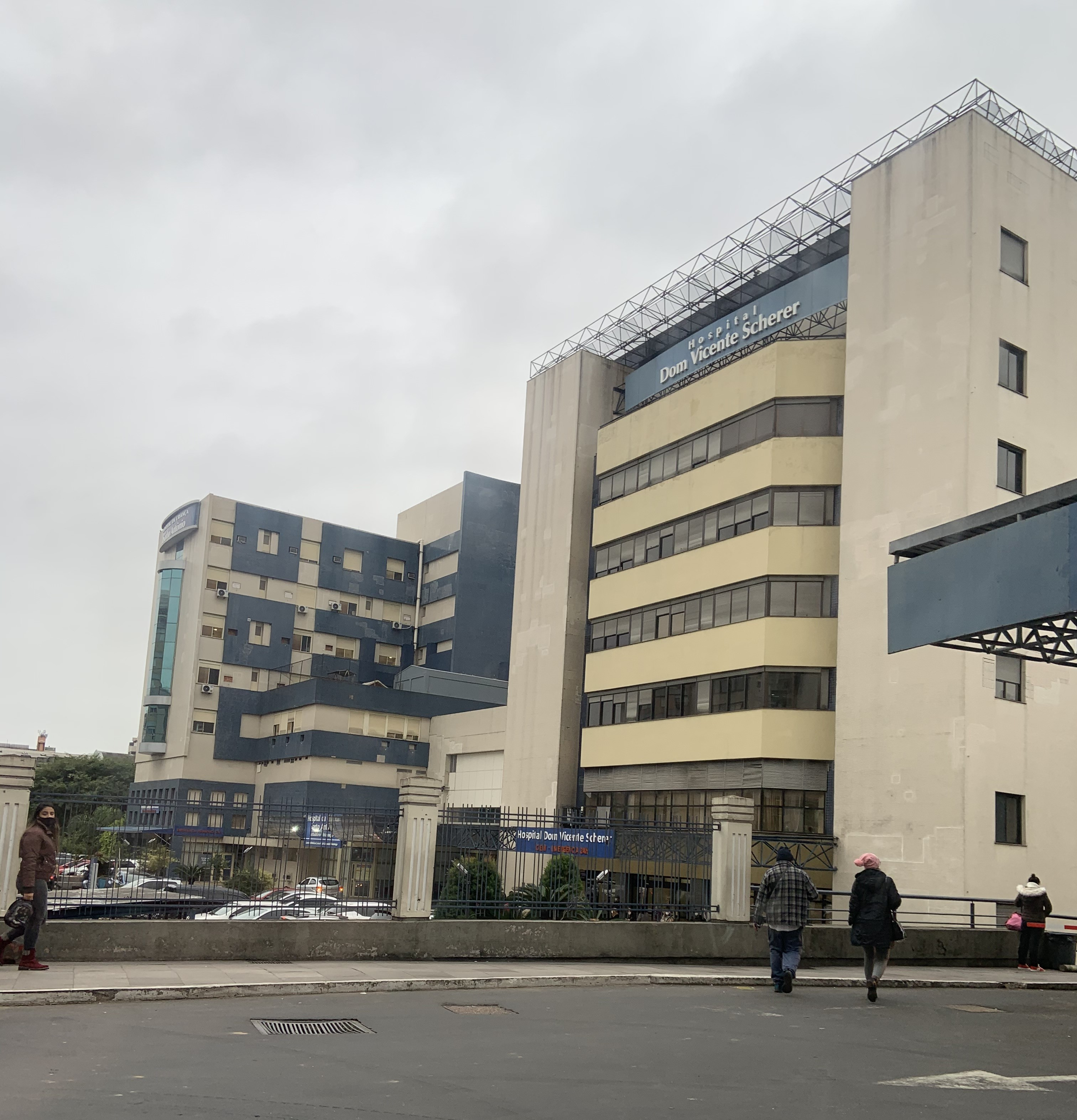
Blocos dos hospitais Santo Antônio e Dom Vicente Scherer

O Hospital Santa Rita funciona desde 1967 e é referência em prevenção, diagnóstico e tratamento em oncologia, contando com o Centro de Prevenção de Câncer, o Centro Multidisciplinar de Pesquisa Clínica e uma UTI oncológica. Equipado com tecnologias avançadas, tem o maior parque radioterápico do Brasil e destaca-se também pelo seu serviço de quimioterapia. Contava em 2024 com 170 leitos (10 de UTI), e 7 salas de cirurgia.

### Hospital da Criança Santo Antônio
O Hospital da Criança Santo Antônio é especializado em pediatria e realiza atendimentos de emergência pediátrica. Tem a maior e mais moderna unidade pediátrica do Rio Grande do Sul, sendo uma referência nacional em atendimento pediátrico de alta complexidade. Contava em 2024 com 160 leitos (40 de UTI) e 7 salas de cirurgia.

### Hospital Dom Vicente Scherer
O Hospital Dom Vicente Scherer, inaugurado em 2001, além de um centro clínico, é referência internacional em transplante de órgãos e tecidos. Realiza atendimentos de emergência. Conta com 67 leitos (11 de UTI), 4 salas cirúrgicas.

### Hospital Nora Teixeira

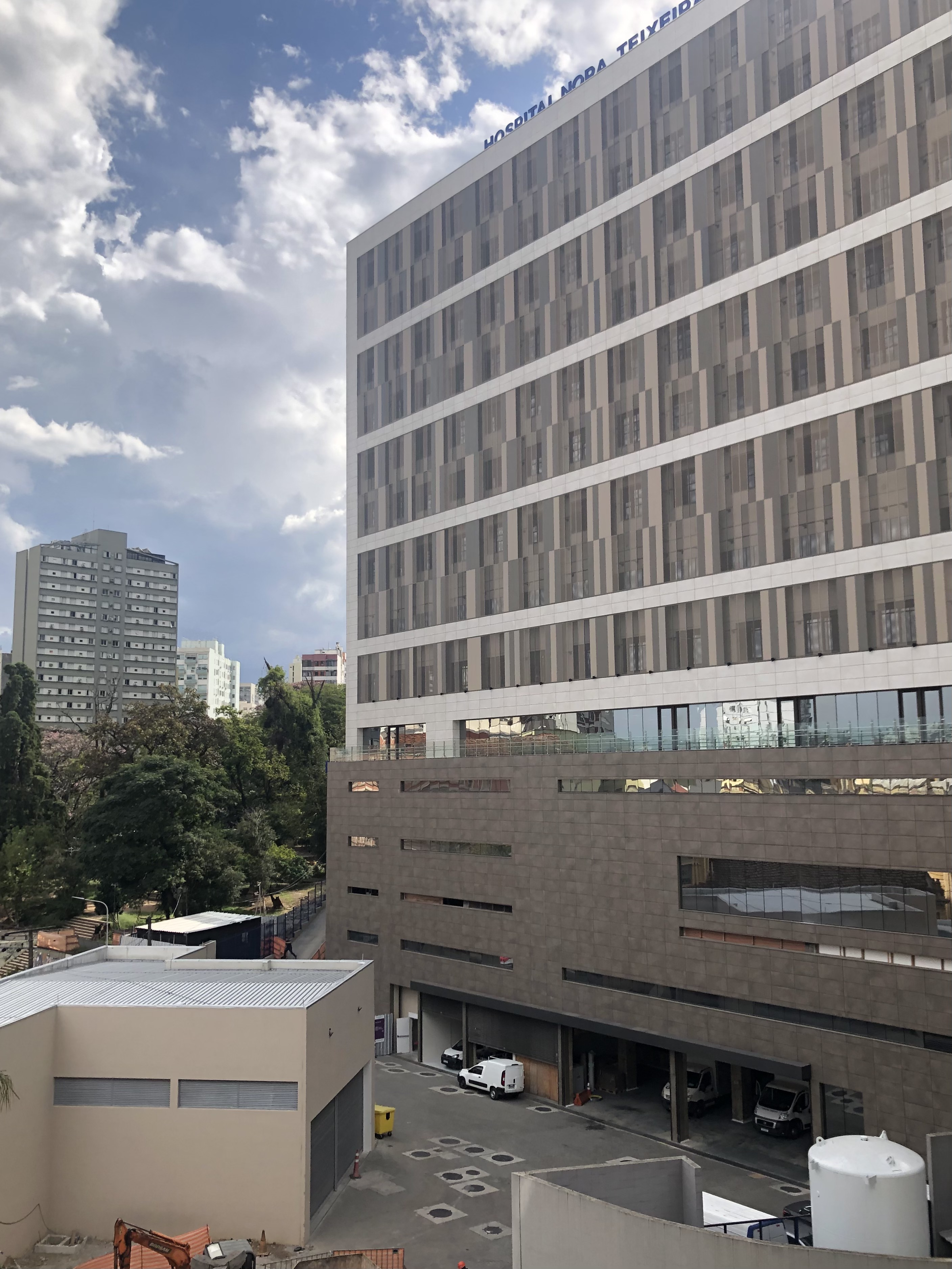
Hospital Nora Teixeira

O Hospital Nora Teixeira começou a ser construído em 22 de março de 2019, com um investimento de 177 milhões de reais. A edificação só foi possível graças à doação de 60 milhões, sem qualquer benefício fiscal, do casal Alexandre Grendene e Nora Teixeira. Funciona desde 19 de outubro de 2023, com equipamentos avançados, um complexo de UTIs, consultórios e atua em integração aos outros hospitais da Santa Casa especializados em medicina de alta complexidade, nas áreas de cardiologia, neurologia e neurocirurgia, pediatria, ginecologia e obstetrícia, pneumologia e cirurgia torácica, oncologia e transplantes. Em 2024 tinha 217 leitos (20 de UTI) e 7 salas de cirurgia.

### Hospital Dom João Becker
Desde julho de 2018 o Hospital Dom João Becker, localizado na cidade de Gravataí, passou a pertencer à Santa Casa de Misericórdia de Porto Alegre. A transferência do hospital aconteceu na forma de doação onerosa. Em contrapartida, a Santa Casa mantém os atendimentos e assistência em saúde realizadas anteriormente pela Congregação das Irmãs do Imaculado Coração de Maria. Oferece atendimento de urgência, emergência, internação, UTI, obstetrícia, laboratório de análises clínicas, centro de especialidades médicas, fisioterapia e diagnóstico por imagem. Em 2024 tinha 159 leitos (20 de UTI) e 11 salas de cirurgia.

## Capela e cemitério

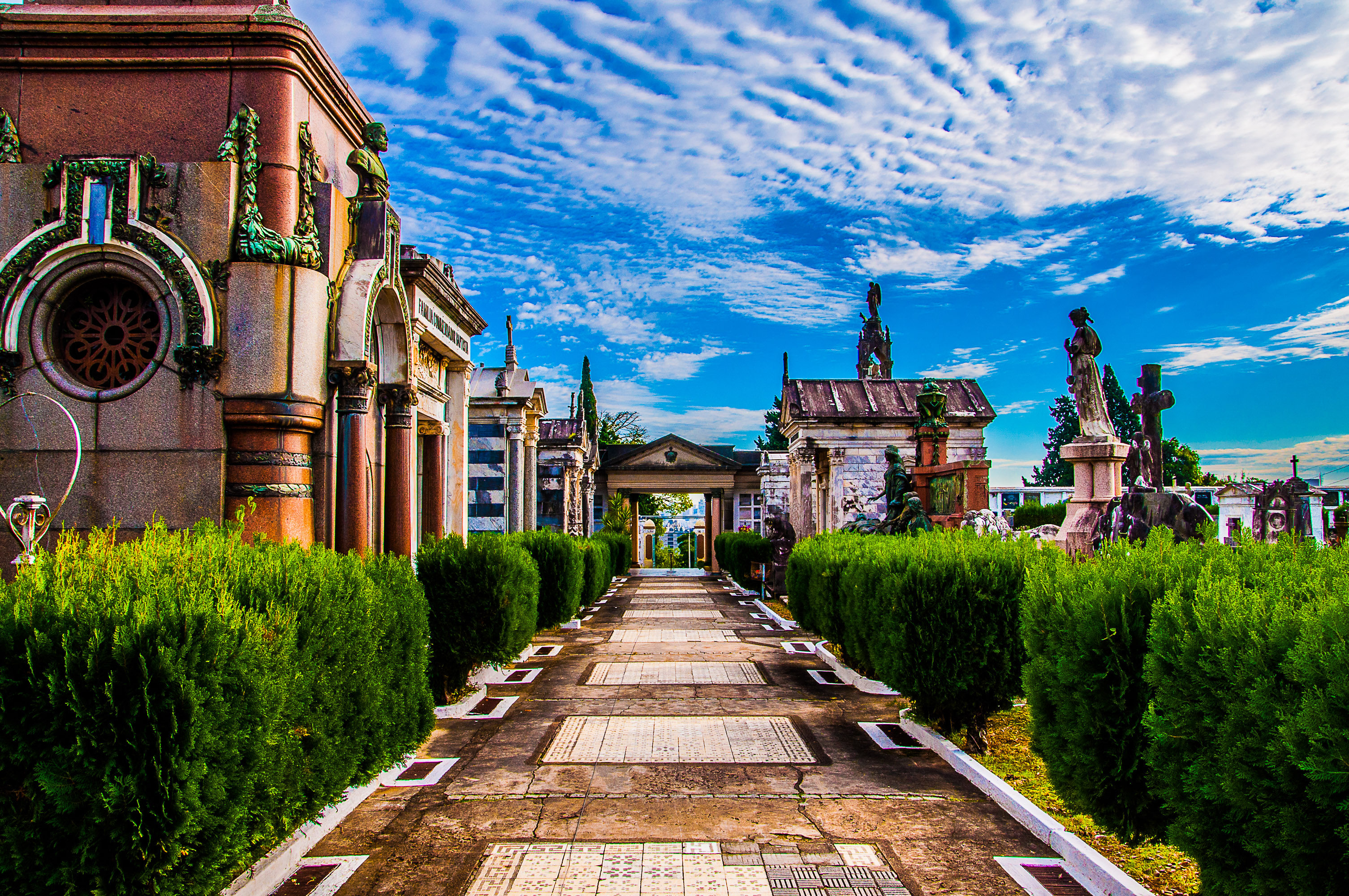
Detalhe do cemitério da Santa Casa

A Capela Nosso Senhor dos Passos está embutida no núcleo histórico da Santa Casa. Foi fundada em 1819 e inaugurada em 1825, sendo uma das mais antigas igrejas da cidade. Construída em estilo Barroco colonial, passou por sucessivas reformas e ampliações que desfiguraram sua conformação primitiva, e no início do século XX sua fachada foi remodelada em estilo Neogótico, sendo acrescentada uma segunda torre. Na década de 1940 a fachada foi novamente modificada para adaptar-se ao alargamento da rua que passa em frente, sendo suprimida a escadaria de acesso, fechada a porta de entrada e transferindo-a para a lateral do prédio, com acesso por dentro do Pavilhão Centenário. Sua decoração interna atual conta com estátuas dos séculos XVIII e XIX, um ciclo de pinturas com as estações da Via Sacra do fim do século XIX, vitrais da Casa Genta do início do século XX e pinturas decorativas de Emilio Sessa da década de 1960. No século XXI passou por obras de restauro.
O cemitério se localiza distante do centro, nos altos da Azenha. Foi inaugurado em 1850 ainda mal instalado para substituir o cemitério da Matriz localizado na Praça da Matriz, no centro da cidade, já então superlotado e considerado uma ameaça à saúde pública. É o mais antigo do estado ainda em uso. Além disso o local é um verdadeiro museu a céu aberto, com numerosos mausoléus e túmulos decorados com estátuas, alegorias e ornamentações artísticas, assinadas por nomes de relevo nas artes como Décio Villares, Rodolfo Pinto do Couto, André Arjonas e Antônio Caringi. Lá estão enterradas muitas personalidades da história da cidade e do estado, como José Gomes Pinheiro Machado, João Ferreira Porto, Júlio de Castilhos, José Plácido de Castro, o vigário José Inácio e Teixeirinha, entre outros.

## Centro Histórico-Cultural Santa Casa

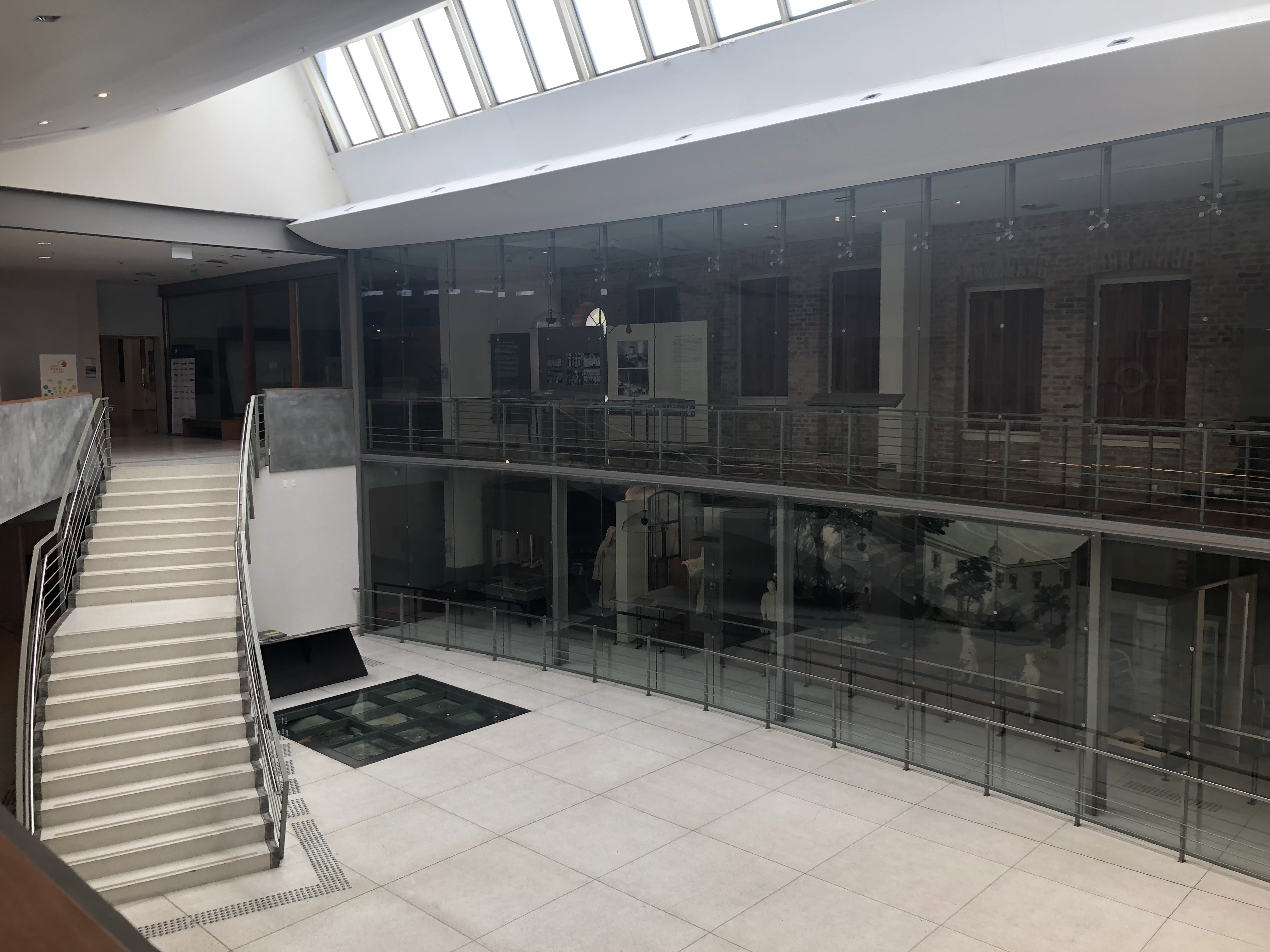
Saguão do Centro Histórico-Cultural

O Centro Histórico-Cultural Santa Casa nasceu em abril de 1987, fruto nas atividades do Centro de Documentação e Pesquisa (CEDOP), que havia sido fundado no ano anterior para recolher e organizar a documentação dispersa e o acervo histórico e artístico da Santa Casa. A partir de 2005 um conjunto de casas geminadas anexas à Santa Casa, no lado da avenida Independência, foi reformado e adaptado para receber o Centro Histórico-Cultural, inaugurado em 5 de junho de 2014. Escavações arqueológicas realizadas sob os alicerces dos edifícios durante o processo de restauro revelaram uma quantidade de objetos incorporados ao museu, como louças, ferramental variado e frascos de medicamentos. Desenvolve um ativo programa de ações em várias frentes. Até 2024 já havia promovido mais de 4.300 eventos, incluindo espetáculos de teatro, música, dança e circo; exposições, oficinas, palestras e atividades educativas, alcançando um público de mais de 250 mil pessoas.
O Centro é dividido em dois setores principais: o Centro de Memória e Patrimônio, e o Centro de Cultura e Entretenimento.

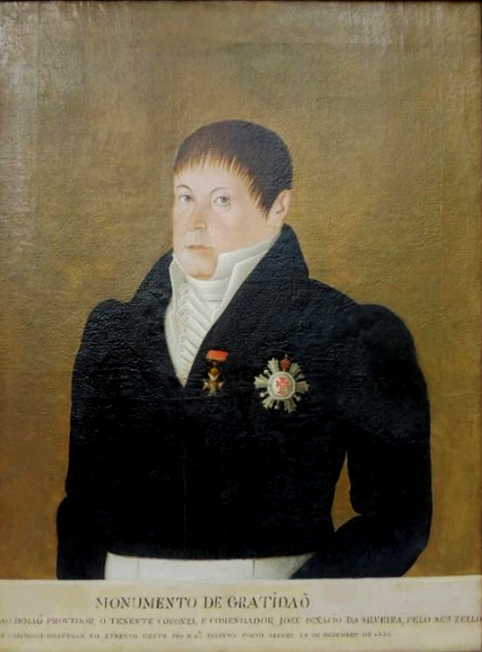
Retrato do provedor José Ignácio da Silveira, 1832

O Centro de Memória e Patrimônio em 2023 dispunha dos seguintes equipamentos:
- Arquivo Histórico, criado pelo CEDOP em 1987 a partir do antigo Arquivo Morto e dos Arquivos Médicos, contendo material diversificado, incluindo livros de óbitos, correspondência, atas da Mesa Administrativa, relatórios da Provedoria, registros dos infantes expostos, legados, dotes e testamentos. O Arquivo Histórico de Medicina preserva documentos datando desde 1843 que versam sobre as atividades das enfermarias, consultórios e farmácia, listas de admissão de enfermos, prontuários médicos e serviços variados.[73][75] Seu material compreende 18 km de documentos no suporte papel, divididos nas áreas de manuscritos (livros, cartulários e documentos avulsos); imprensa escrita (hemeroteca); cartografia (mais de duas mil plantas); fotografia (mais de um milhão de imagens); mídias (imprensa falada e televisionada); fontes orais (mais de 400 entrevistas com protagonistas da trajetória da Santa Casa); dossiês especiais (obras raras, acervos de antigos médicos e outros profissionais da instituição). O Arquivo desenvolve intenso trabalho de pesquisa própria e mantém programas de publicações e de parcerias com outras instituições, além de manter um fértil intercâmbio com outros pesquisadores dedicados à história das Misericórdias, especialmente portugueses. O material arquivístico tem dado subsídios para inúmeras pesquisas nas áreas de Antropologia, Arquitetura, Enfermagem, Engenharia, Genealogia, Farmácia, Medicina, Sociologia, História Social, História Política, História Econômica, História Cultural, História da Saúde, História de Gênero, História da Loucura, História da Infância, História da Escravidão, História das Religiões, História Militar, História Demográfica/Estatística/Serial, História da Arquitetura, entre outras.[45]

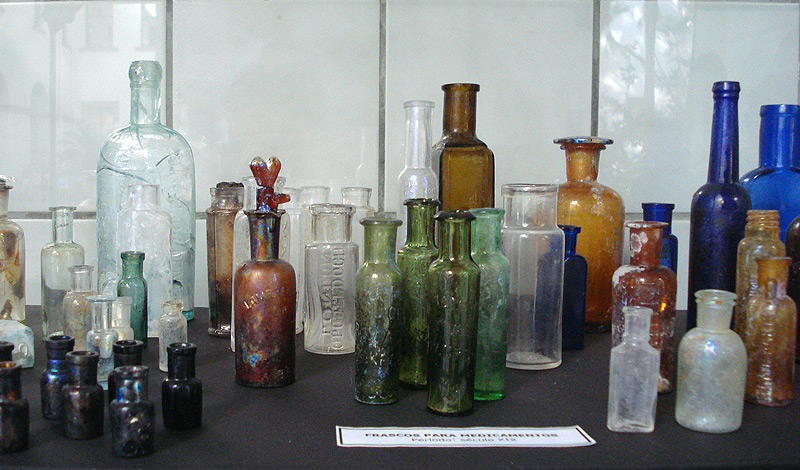
Frascos de medicamentos do século XIX no acervo do museu

- Museu Joaquim Francisco do Livramento, com acervo de cerca de 5 mil objetos que ilustram a evolução das artes médicas no estado, fototeca com cerca de 12 mil imagens, e coleções de mobília, medalhas, indumentária, máquinas, utensílios, documentos, gravuras, desenhos, arte sacra, objetos litúrgicos, material arqueológico e outros, totalizando cerca de 30 mil peças. O Museu guarda ainda uma importante coleção de retratos de personalidades ligadas à história da instituição, remanescente da sua galeria de beneméritos.[45][73][75]
- Biblioteca, aberta à consulta do público, com obras científicas, didáticas e de literatura em geral.[73]
- Laboratório de Conservação e Restauro.[45]
- Laboratório de História Oral.[45]
- Sala de Ação Educativa.[45]
- Sala de Estudos e Pesquisas.[45]
- Salas de serviços técnicos diversos.[45]

O Centro de Cultura e Entretenimento em 2023 dispunha dos seguintes equipamentos:

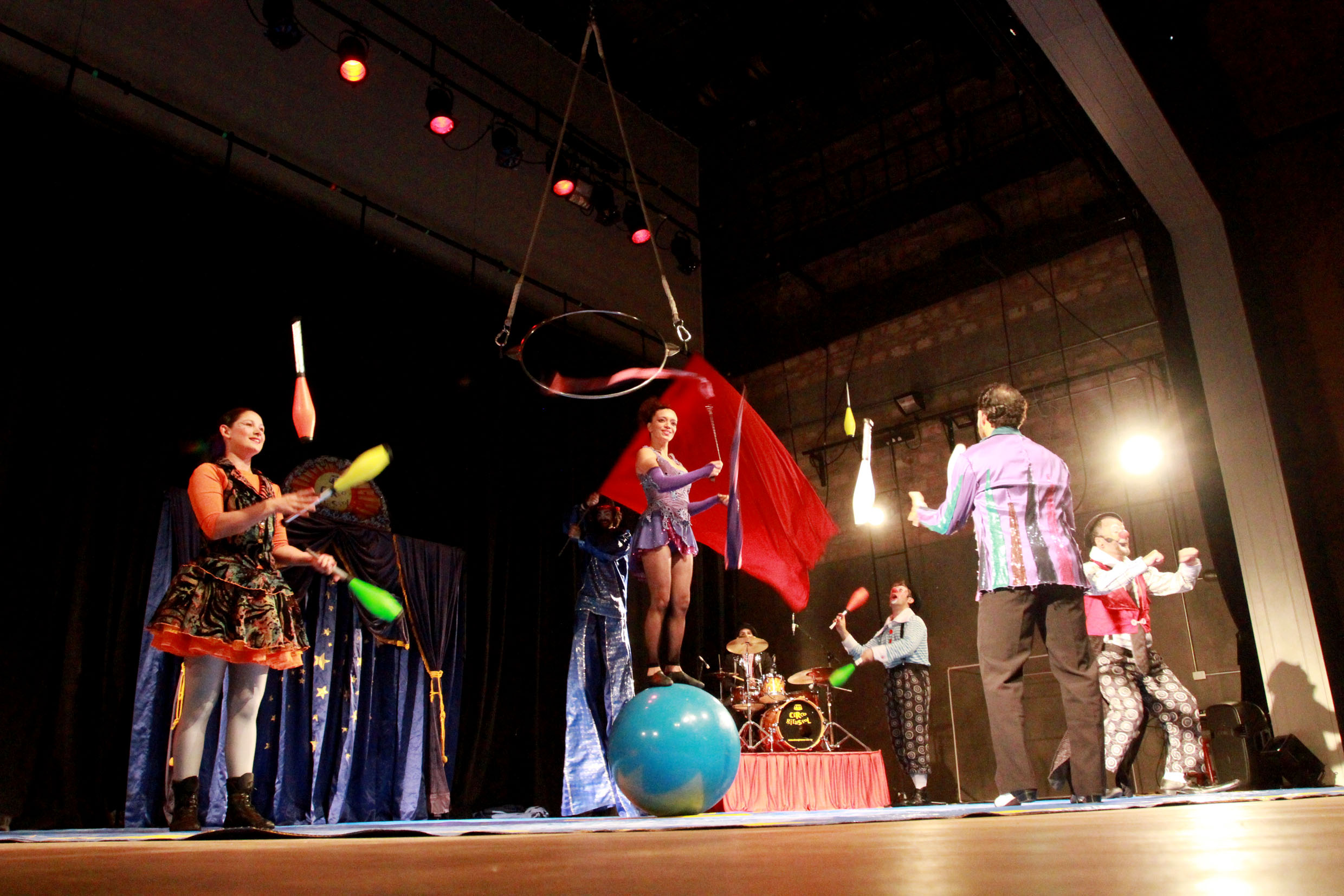
Apresentação artística no Teatro da Santa Casa, 2017

- Teatro com 284 assentos, divididos em plateia e mezzanino, palco, sala de ensaios e camarins, onde ocorrem apresentações artísticas. O Teatro também cede seu espaço para eventos científicos.[45]
- Duas salas de exposições.[45]
- Salas multiuso.[45]
- Cafeteria e área de convívio.[45]
- Loja.[45]

Seu riquíssimo acervo documental, artístico e iconográfico é uma fonte imprescindível para o conhecimento da história não apenas da cidade, mas também do estado. Segundo Véra Lucia Barroso, "a Misericórdia da capital abriga uma significativa parcela de evidências documentais, sob vários suportes, reveladoras da história e da cultura do Rio Grande do Sul. O exame do seu acervo arquivístico e museológico (incluindo-se o Cemitério) demonstra que é impossível recompor a história de Porto Alegre e a do Rio Grande do Sul sem passar pelo mais antigo hospital em funcionamento no estado, que é a Santa Casa de Porto Alegre. Na verdade, sua história se confunde com a história de Porto Alegre e com a do seu estado".